# Leonardo da Vinci
Leonardo di ser Piero da Vinci  escuchar (Vinci, 15 de abril de 1452-Amboise, 2 de mayo de 1519), más conocido como Leonardo da Vinci, fue un polímata florentino del Renacimiento italiano. Fue a la vez pintor, anatomista, arquitecto, paleontólogo,botánico, escritor, escultor, filósofo, ingeniero, inventor, músico, poeta y urbanista. Falleció acompañado de Francesco Melzi, a quien legó sus proyectos, diseños y pinturas. Tras pasar su infancia en su ciudad natal, Leonardo estudió con el pintor florentino Andrea de Verrocchio. Sus primeros trabajos de importancia fueron creados en Milán al servicio del duque Ludovico Sforza. Trabajó a continuación en Roma, Bolonia y Venecia, y pasó sus últimos años en Francia, por invitación del rey Francisco I.
Frecuentemente descrito como un arquetipo y símbolo del hombre del Renacimiento, genio universal, además de filósofo humanista cuya curiosidad infinita solo puede ser equiparable a su capacidad inventiva, Leonardo da Vinci es considerado uno de los más grandes pintores de todos los tiempos y, probablemente, la persona con el mayor número de talentos en múltiples disciplinas que jamás ha existido. Como ingeniero e inventor, Leonardo desarrolló ideas muy adelantadas a su tiempo, tales como el helicóptero, el carro de combate, el submarino y el automóvil. Muy pocos de sus proyectos llegaron a construirse (entre ellos la máquina para medir el límite elástico de un cable), puesto que la mayoría no eran realizables en esa época. Como científico, Leonardo da Vinci hizo descubrimientos sustanciales en las áreas de anatomía, la ingeniería civil, la óptica y la hidrodinámica, pero puesto que no publicó jamás sus hallazgos estos tuvieron escasa influencia, si es que alguna, en la ciencia posterior.
Su asociación histórica más famosa es la pintura. Dos de sus obras más conocidas, La Gioconda y La Última Cena, han sido copiadas y parodiadas en varias ocasiones, al igual que su dibujo del Hombre de Vitruvio. No obstante, únicamente se conocen alrededor de veinte obras suyas, debido principalmente a sus reiterados (y a veces desastrosos) experimentos con nuevas técnicas y a su inconstancia crónica. Este reducido número de creaciones, junto con sus cuadernos con dibujos, diagramas científicos y reflexiones sobre la naturaleza de la pintura, constituyen un legado para las sucesivas generaciones de artistas.

## Biografía

### Infancia

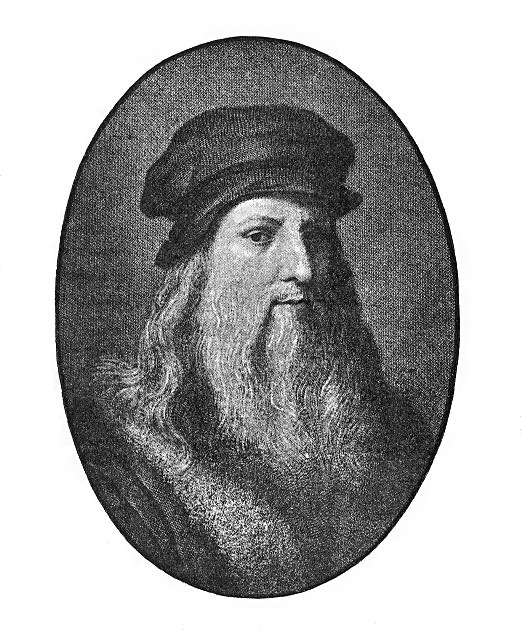
Leonardo da Vinci, en un grabado dibujado a partir de un autorretrato.

Nació el sábado 15 de abril de 1452 «en la tercera hora de la noche», es decir, tres horas después del Ave María: a las diez y media. Se ha discutido si el nacimiento tuvo lugar en el castillo de Vinci, ciudad a unos 25 km en línea recta de Florencia, o bien en la casa materna de Anchiano, una pedanía a unos dos kilómetros de Vinci. Leonardo, descendiente de una rica familia de nobles italianos, fue hijo ilegítimo: su padre, messer Piero Fruosino di Antonio (notario, canciller y embajador de la República de Florencia) embarazó a Caterina, una joven de familia campesina, de quien se ha sospechado que pudo haber sido una esclava de Oriente Medio, de las montañas del Cáucaso. Martin Kemp, catedrático emérito de Historia del Arte en la Universidad de Oxford, tras investigar en los archivos toscanos, descubrió documentos que confirmarían la fecha del nacimiento, que tuvo lugar en la casa de campo paterna, a poco más de un kilómetro de Vinci, y que su madre era una campesina local de quince años, Caterina di Meo Lippi. Piero ya estaba prometido en matrimonio y el niño fue entregado al abuelo paterno, Antonio da Vinci que, probablemente, entregó una cierta cantidad a la madre como dote para que pudiera casarse. En declaraciones de impuestos de 1457, Antonio declaró que su nieto vivía con él y Caterina aparece casada con un campesino, Antonio di Piero Buti.
Leonardo, o Lionardo según su acta bautismal, fue bautizado y pasó sus cinco primeros años en la casa de su padre en Vinci, donde fue tratado como un hijo legítimo. Tuvo cinco madrinas y cinco padrinos, todos ellos habitantes del pueblo. Aprendió a leer y a escribir y adquirió conocimientos de aritmética, sin embargo, prácticamente no aprendió latín, base de la enseñanza tradicional. El hecho de que tuviese una ortografía caótica muestra que su instrucción no estuvo exenta de lagunas; en todo caso no fue la de un universitario.
En aquella época, las convenciones modernas en los nombres de personas no se habían desarrollado todavía en Europa, por lo que únicamente las grandes familias hacían uso del apellido patronímico. La gente de pueblo solía ser designada por su nombre, al que se le adjuntan todo tipo de precisiones: el nombre del padre, el lugar de origen, un apodo, el nombre del maestro en el caso de los artesanos, etc. Por consiguiente, el nombre del artista sería Leonardo di ser Piero da Vinci, cuyo significado es «Leonardo, hijo del maestro Piero de Vinci»; el término «da» no lleva mayúscula porque no se trata de un apellido. El propio Leonardo firmaba simplemente sus obras como «Leonardo» o «Io, Leonardo» («Yo, Leonardo»), así que la mayoría de las autoridades atribuyen sus obras a «Leonardo» sin el «da Vinci». Es verosímil que se abstuviera de emplear el apellido de su padre porque era un hijo ilegítimo. «Vinci» proviene de «vinchi», denominación que reciben unas plantas similares a los juncos, que crecen en el entorno del arroyo Vincio y que eran utilizadas por los artesanos toscanos.
En 1457, cuando Leonardo tenía cinco años, su madre se casó con Antonio di Piero Buti del Vacca da Vinci, un campesino de la localidad, con el que tuvo cinco hijos. Fue acogido entonces en la casa de la familia de su padre en el pueblo de Vinci. Entretanto, el padre se había casado con una joven de dieciséis años proveniente de una familia rica de Florencia, Albiera degli Amadori. Esta, al no tener hijos, volcó su afecto en Leonardo, pero murió siendo muy joven debido a complicaciones de parto, en 1464. Aunque era considerado plenamente desde su nacimiento como hijo de su padre, Leonardo nunca fue reconocido formalmente como hijo legítimo. Su padre se casó hasta cuatro veces, y tuvo diez hijos y dos hijas legítimos. De estas relaciones, el pequeño Leonardo tuvo un muy buen vínculo con la última mujer de su padre, Lucrezia Guglielmo Cortigiani, afecto que se evidencia en una nota en donde se dirige a ella como «querida y dulce madre».
Su abuela paterna, Lucia di ser Piero di Zoso, una ceramista próxima a Leonardo, fue probablemente la persona que lo inició en las artes. Un conocido presagio refiere que un milano venido del cielo había hecho un vuelo estacionario sobre su cuna y tocó su cara con la cola. Giorgio Vasari, biógrafo del siglo xvi de los pintores del Renacimiento, cuenta en Le Vite (1568), la historia de un campesino local que pidió a ser Piero que su hijo le pintara una imagen sobre una placa. Leonardo pintó entonces una representación de un dragón escupiendo fuego, tan bien realizada que ser Piero la vendió a un mercader de arte florentino, quien a su vez la revendió al duque de Milán. Tras haberse así beneficiado con la venta, ser Piero compró una placa decorada con un corazón atravesado por una flecha, que entregó al campesino.

### Formación en el taller de Verrocchio

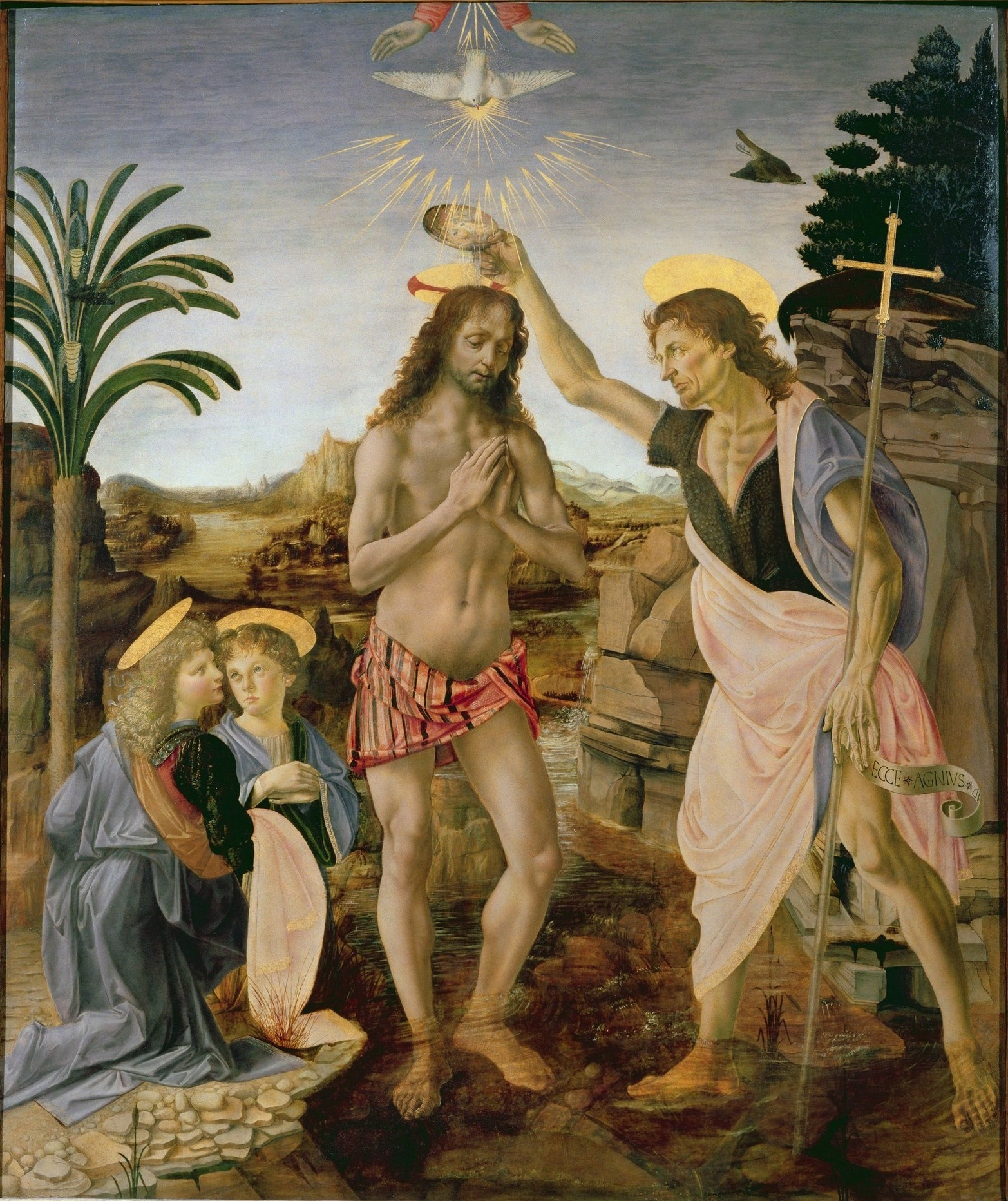
Bautismo de Jesús. Óleo sobre madera de Verrocchio (1470-1480). Leonardo trabajó de manera particular en los ángeles del lado izquierdo.

El joven Leonardo era un amante de la naturaleza, que observaba con gran curiosidad. Dibujaba caricaturas y practicaba la escritura especular en dialecto toscano. Vasari cuenta una anécdota sobre los primeros pasos de su carrera: «un día, ser Piero tomó algunos de sus dibujos y se los mostró a su amigo Andrea del Verrocchio y le pidió insistentemente que le dijera si Leonardo se podría dedicar al arte del dibujo y si podría conseguir algo en esta materia. Andrea se sorprendió mucho de los extraordinarios dones de Leonardo y recomendó a ser Piero que le dejara escoger este oficio, de manera que ser Piero resolvió que Leonardo entraría a trabajar en el taller de Verrocchio. Leonardo no se hizo rogar y, no contento con ejercer este oficio, realizó todo lo que se relacionaba con el arte del dibujo». Fue así como, a partir de 1469, Leonardo entró como aprendiz a uno de los talleres de arte más prestigiosos bajo Andrea del Verrocchio, a quien debe parte de su excelente formación multidisciplinaria, en la que se aproxima a otros artistas como Sandro Botticelli, Perugino y Domenico Ghirlandaio. En efecto, a finales de 1468, aunque Leonardo estaba empadronado como residente del municipio de Vinci, viajaba muy a menudo a Florencia, donde su padre trabajaba.
Verrocchio era un artista de renombre, y muy ecléctico. De formación era orfebre y herrero, pero además fue pintor, escultor y fundidor. Trabajó sobre todo para el poderoso Lorenzo de Médici. Leonardo trabajó también con Antonio Pollaiuolo, que tenía su taller muy cerca del de Verrocchio.
Después de un año dedicado a la limpieza de los pinceles y otras pequeñas actividades propias de un aprendiz, Verrocchio inició a Leonardo en las numerosas técnicas que se practicaban en un taller tradicional. Así, en este contexto, Leonardo tuvo la oportunidad de aprender las bases de la química, de la metalurgia, del trabajo del cuero y del yeso, de la mecánica y de la carpintería, así como de diversas técnicas artísticas como el dibujo, la pintura y la escultura sobre mármol y bronce. Igualmente, recibió formación en la preparación de los colores, el grabado y la pintura de los frescos. Al darse cuenta de su talento excepcional, Verrocchio decidió confiarle a su alumno terminar algunos de sus trabajos.

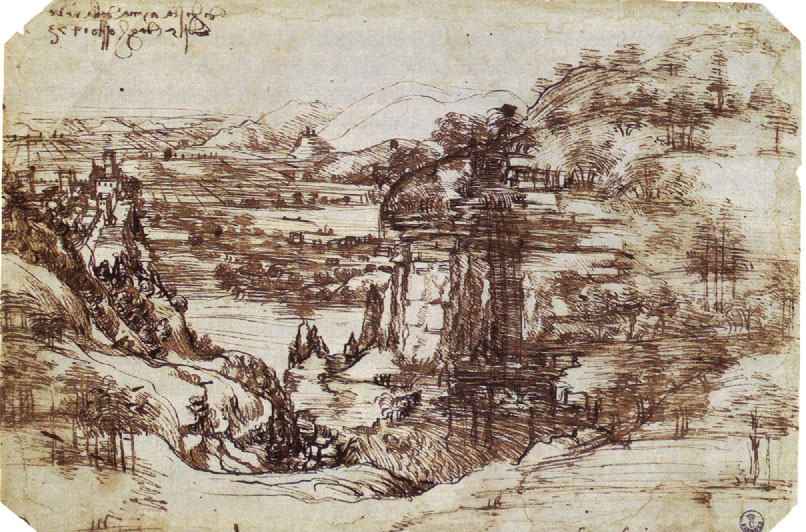
Paisaje del valle del Arno. Este dibujo a pluma, el más antiguo que se conserva de Leonardo, está fechado de su puño y letra empleando escritura especular: «El día de Nuestra Señora de las Nieves, 5 de agosto de 1473». Se ha identificado la comarca reproducida en él como una región montañosa próxima a Vinci. Al dorso aparece la anotación «Estoy satisfecho [...]». Galería Uffizi, Florencia.

La formación en el taller de Verrochio fue más allá y se extiende a otros ámbitos culturales. Estudió cálculo algorítmico y mostró el buen conocimiento que tenía citando a los dos abaquistas florentinos más relevantes, Paolo dal Pozzo Toscanelli y Leonardo Chernionese. Posteriormente, Leonardo mencionó la Nobel opera de arithmética de Piero Borgi, impresa en Venecia en 1484, y que representa el saber de estas escuelas de abaquistas.
No se conoce la existencia de ninguna obra de Leonardo durante la época en que trabajó con Verrocchio. Según Vasari, únicamente colaboró en una pintura llamada Bautismo de Cristo (1472-1475). Por otra parte, según la leyenda, Verrocchio abandonó la terminación de la obra cuando se sintió superado por la calidad de Leonardo, que dejó su toque magistral en un pequeño ángel. También, de acuerdo con la tradición de que era el aprendiz quien debía posar, Leonardo habría servido de modelo para el David de Verrocchio, una estatua en bronce. Del mismo modo, también se supone que es el retrato de Leonardo el que representa al arcángel Rafael en la obra Tobías y el ángel del taller de Verrocchio.
En 1472, a la edad de veinte años, apareció registrado en el Libro rojo del Gremio de San Lucas, el gremio de los artistas y doctores en medicina, que en Florencia se agrupaba con la denominación de la «Campagnia de pittori». De esta época deriva uno de sus primeros trabajos conocidos, el Paisaje del valle del Arno o Paisaje de Santa Maria della neve (1473), un dibujo a pluma y tinta. Fue así como comenzó su carrera de pintor con obras como La Anunciación (1472-1475), y mejoró la técnica del sfumato (esfumado) hasta un punto de refinamiento nunca conseguido.
En 1476 siempre aparece mencionado como ayudante de Verrocchio, ya que, incluso después de que su padre le ayudase a tener su propio taller, continuó colaborando con su maestro debido a que le profesaba un gran afecto. Durante este período, recibió encargos personales y pintó su primer cuadro, La Virgen del clavel (1476). El archivo judicial de este mismo año recoge el dato de que él y tres hombres más fueron acusados en un caso de sodomía, práctica ilegal en aquella época en Florencia, pero todos fueron absueltos. Este documento, que partía de una acusación anónima, no permite afirmar categóricamente que Leonardo fuera homosexual.
Pronto Leonardo también destacó como ingeniero. En 1478, a los veintiséis años, se ofreció para elevar el Baptisterio de San Juan. En ese año se alejó de su maestro después de haberlo superado en todas las disciplinas. De esta manera se convirtió en un maestro pintor independiente.

### En Milán y al servicio de Ludovico Sforza (1482-1500)

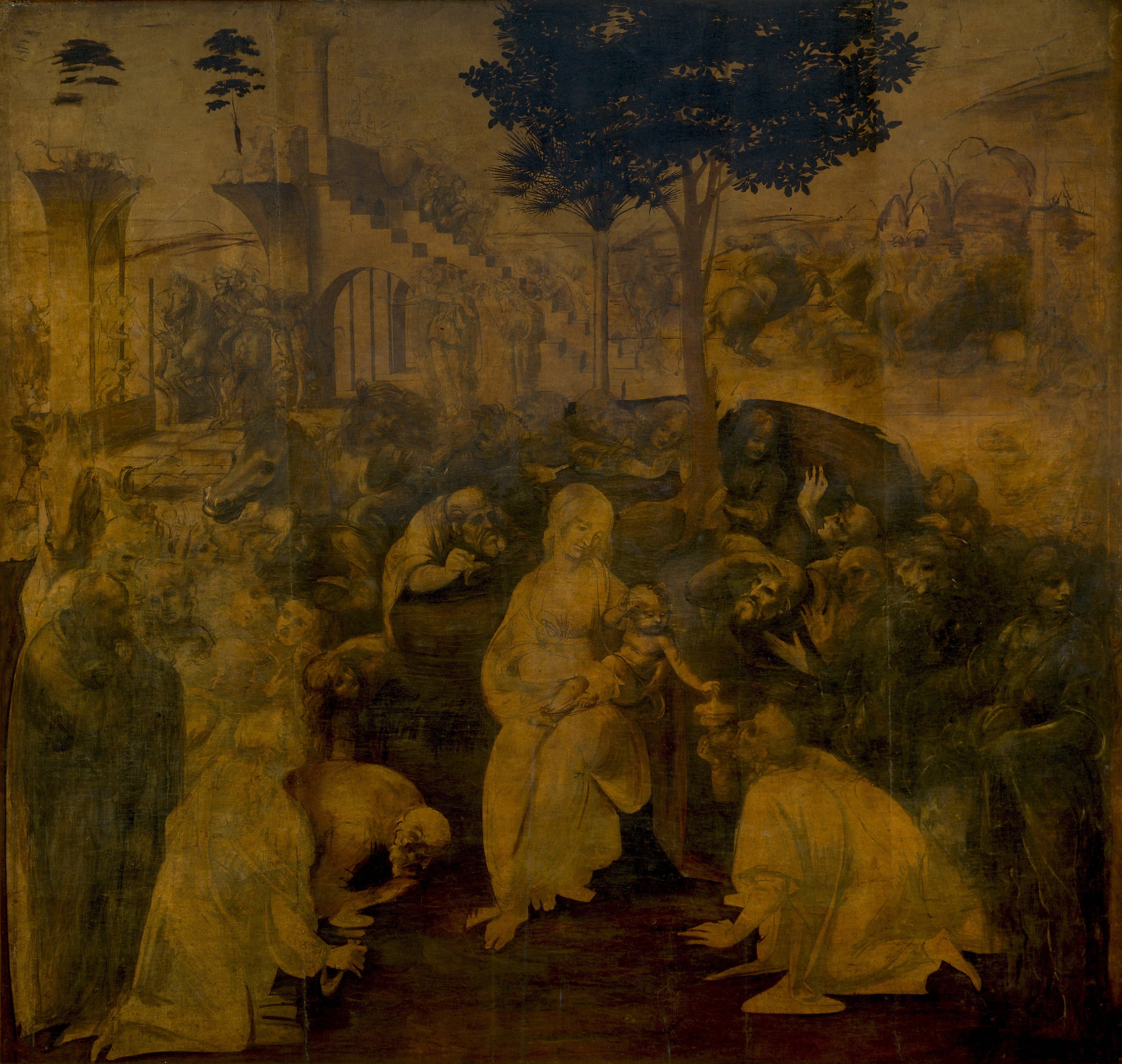
La Adoración de los magos (ca. 1481-1482). En marzo de 1481, Leonardo recibió el encargo de este óleo (hoy en la Galería Uffizi de Florencia) de los monjes de San Donato de Scopeto, en Florencia. El administrador del monasterio era el padre de Leonardo, y es muy probable que indujese a los monjes a contratar a su hijo.

En 1481 el monasterio de San Donato le encargó la Adoración de los magos, pero Leonardo nunca acabó este cuadro, probablemente decepcionado o humillado por no haber sido elegido por el papa Sixto IV para decorar la capilla Sixtina del palacio Apostólico Vaticano, en Roma, donde había una fuerte competencia entre varios pintores. El neoplatonismo, que en aquel tiempo estaba de moda en Florencia, pudo desempeñar también un importante papel en la decisión de su marcha a una ciudad más abierta, académica y pragmática como la Milán de los Sforza. Probablemente en este nuevo entorno estaba más en consonancia con su espíritu, que se basaba en el desarrollo empírico de sus múltiples experimentos.
Leonardo pintó La Virgen de las Rocas (1483-1486) para la confraternidad de la Inmaculada Concepción, que iría a la iglesia de San Francisco el Grande de Milán. Este cuadro fue el origen de un conflicto entre el autor y los propietarios que duró varios años. Leonardo obtuvo el derecho de poder copiar la obra, pero posteriormente se inició un problema legal, que no se resolvió hasta que hubo decisiones judiciales y la intervención de algunos amigos. Finalmente, hubo dos versiones de la obra.

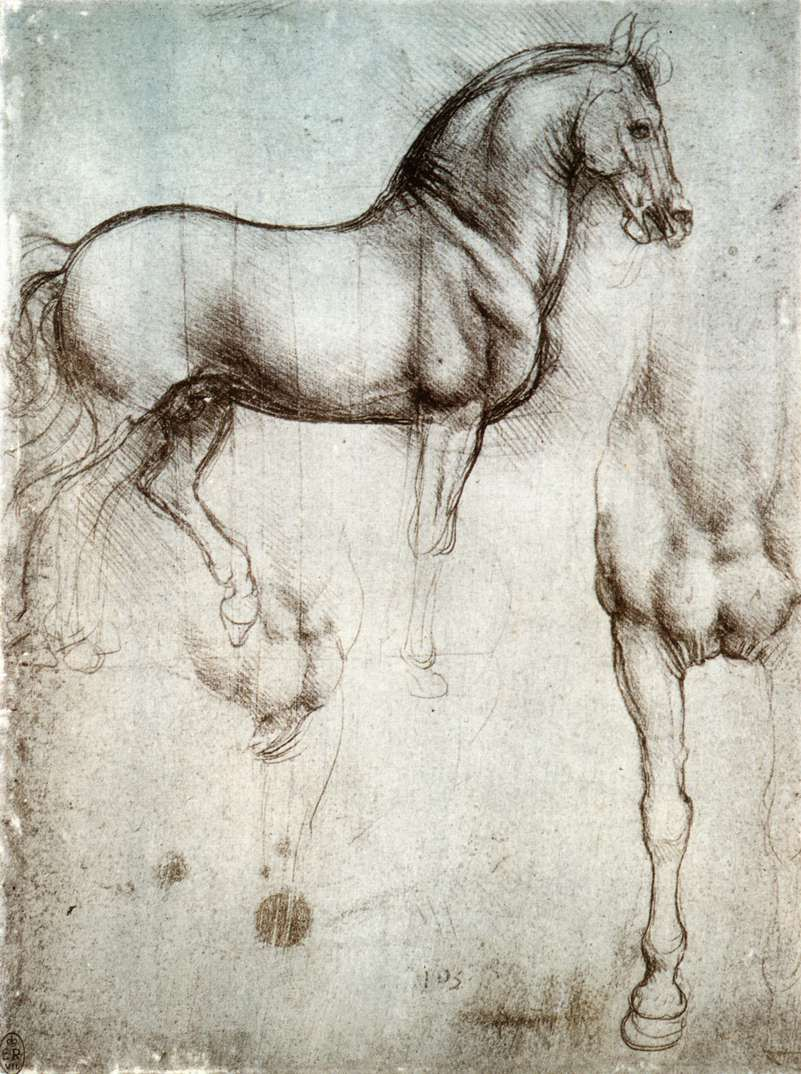
Estudio de un caballo de Leonardo. Los dibujos o bosquejos hechos por él resaltaban su magnífico arte. Este es considerado un predecesor del dibujo del valle Arno.

En Florencia el trabajo de Leonardo no pasó inadvertido. Lorenzo de Médici se enteró de que había creado una lira de plata en forma de cabeza de caballo. Impresionado por la calidad de su trabajo, envió a Leonardo con ella a Milán como emisario florentino, y también para que trabajara para el mecenas y duque de Milán, Ludovico Sforza. El objetivo de esta maniobra era el de mantener buenas relaciones con este importante rival. Probablemente fue acompañado por el músico Atalante Migliorotti. Además escribió una carta al duque, que se encuentra en el Códice Atlántico, y en la que describe las numerosas y variadas habilidades de Leonardo en el ámbito de la ingeniería y le informa que también es pintor. Por ello la principal ocupación de Leonardo a partir de entonces fue la de ingeniero. Figuraba en la lista de ingenieros de los Sforza y, cuando fue enviado a Pavía, el 21 de junio de 1493, lo hizo con el título de «ingéniarius ducalis». Sforza le encargó la realización de diversas obras y le dio el título de «Apeles florentino», reconocimiento reservado únicamente a los grandes pintores. De esta manera se dedicó a «organizar fiestas y espectáculos con decoraciones suntuosas» en el palacio e inventando tramoyas, como para la boda de Ludovico Sforza y Beatriz de Este y la de Ana Sforza y Alfonso I de Este. También pintó varios retratos de la corte de Milán. Este contacto de Leonardo con las élites ilustradas de Milán le hizo darse cuenta de las lagunas que había en su formación.
Se ocupó tanto del estudio para la cúpula de la catedral de Milán, como de la realización de la versión en arcilla para el molde de «Il Cavallo», una estatua ecuestre en honor de Francisco I Sforza, padre de Ludovico. Iba a hacerse con setenta toneladas de bronce, hecho que constituía una verdadera proeza técnica para la época. La estatua permaneció inacabada durante varios años. Cuando Leonardo finalizó la versión en arcilla para el molde y ya tenía hechos los planes para el proceso de fundición, el bronce fue utilizado para la fabricación de cañones, puesto que hubo que defender la ciudad de la invasión de Carlos VIII de Francia.
En 1490 participó en una especie de congreso de arquitectos e ingenieros, reunidos para debatir algunos aspectos del acabado de la cúpula de la catedral de Milán. En el mismo año fue llamado como consultor, junto con Francesco di Giorgio Martini, para la obra de construcción de la catedral de Pavía y quedó impresionado por la estatua ecuestre de Regisole, de la que dejó un boceto. En esta época Leonardo reflexionó sobre proyectos técnicos y militares. Mejoró los relojes, el telar, las grúas y muchas otras herramientas. Estudió también el urbanismo y propuso planos de ciudades ideales. Se interesó por la disposición hidráulica y un documento de 1498 lo cita como ingeniero y encargado de los trabajos en ríos y canales. En 1495 una lista detallada de los gastos relativos a un funeral sugieren la muerte de su madre Caterina.
Hacia 1490 creó una academia que llevaba su nombre, en la que durante unos años enseñó y anotaba todas sus investigaciones en pequeños tratados. Pintó el fresco de La última cena (1494-1498) para el convento dominico de Santa Maria delle Grazie. En 1496 llegó a Milán Luca Pacioli y estableció una gran amistad con Leonardo, que realizó para él las tablas que se grabaron en su obra La Divina proportione. Un poco más tarde, en 1498, construyó el techo del castillo Sforzesco.
En 1499 las tropas de Luis XII de Francia conquistaron el Ducado de Milán y destituyeron a Ludovico Sforza, que huyó a Alemania con su sobrino Maximiliano I. El 6 de octubre entró en la ciudad Luis XII y reivindicó sus derechos a la sucesión de los Visconti. Leonardo se encontró una mañana con que los franceses habían destruido su modelo de arcilla a escala real del caballo de la estatua ecuestre de Francisco Sforza, porque lo habían usado como blanco para sus entrenamientos de tiro. Luis XII consideró la posibilidad de cortar el muro donde se encontraba La última cena para llevársela a Francia, como también lo pensó Napoleón Bonaparte siglos más tarde. Con la caída de los Sforza, Leonardo quedó al servicio del conde de Ligny, Luis de Luxemburgo, que le pidió que preparase una relación sobre el estado de la defensa militar de la Toscana. El 4 de diciembre Leonardo hizo depositar 600 florines en el Hospital de Santa Maria Nuova de Florencia, que actuaba como banca. El retorno inesperado de Ludovico Sforza modificó sus proyectos y huyó de Milán con su asistente Salai y el matemático Luca Pacioli.

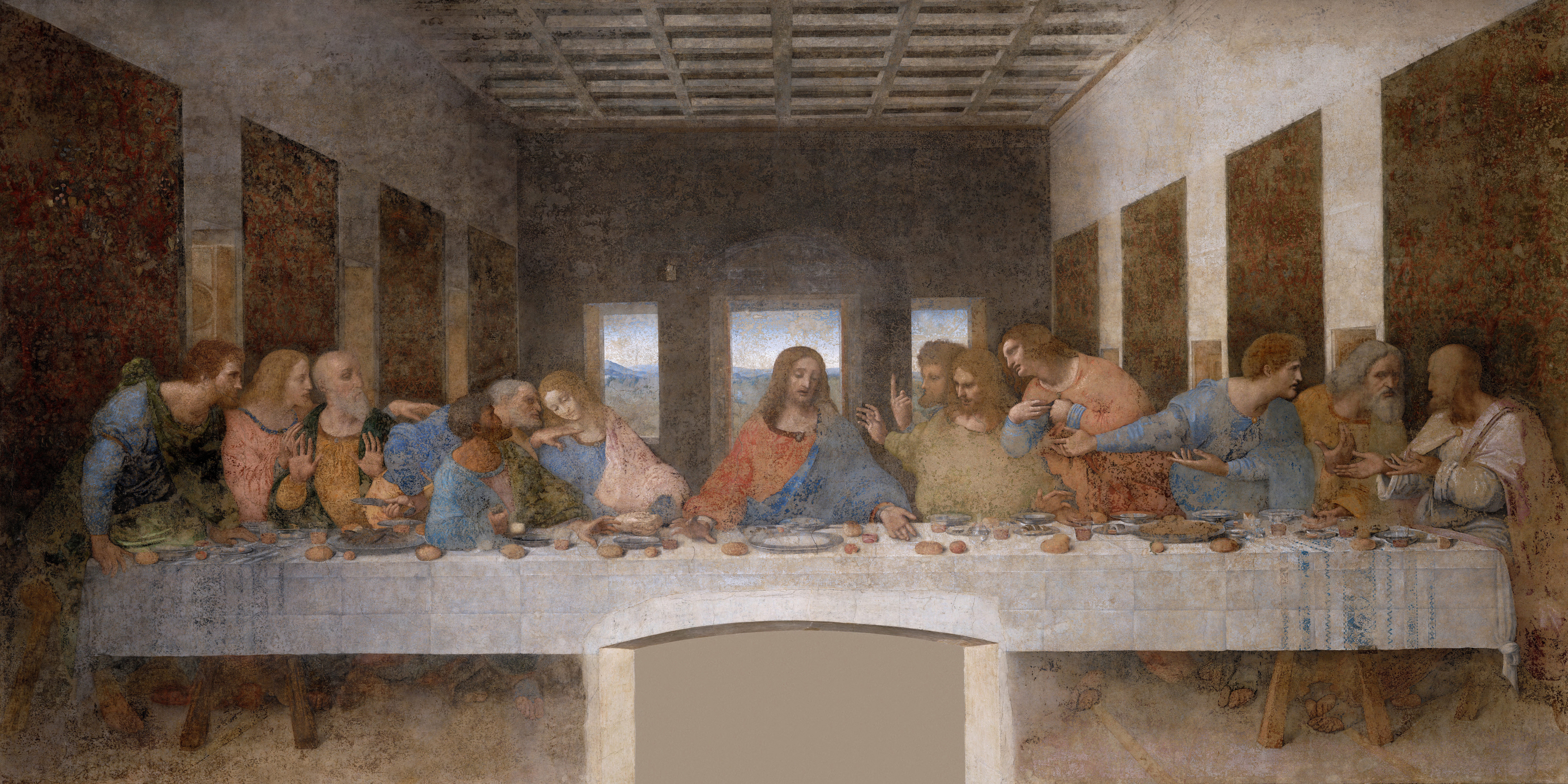
Leonardo creó La última cena, su mejor obra, la más serena y alejada del mundo temporal, durante esos años caracterizados por los conflictos bélicos, las intrigas, las preocupaciones y las calamidades. La dio por terminada, aunque él, eterno insatisfecho, declaró que tendría que seguir trabajando en ella. Fue expuesta a la vista de todos y contemplada por muchos. La fama que el «gran caballo» había hecho surgir se asentó sobre cimientos más sólidos. Desde ese momento se le consideró sin discusión uno de los primeros maestros de Italia, si no el primero. Los artistas acudían desde muy lejos al refectorio del convento de Santa Maria delle Grazie, miraban la pintura con detenimiento, la copiaban y discutían. El rey de Francia, al entrar a Milán, acarició la idea de desprender el fresco de la pared para llevárselo a su país. Durante su realización se tejieron innumerables leyendas en torno al maestro y a su obra. Los relatos de Bandello y Giraldi, dedicados por lo demás a temas radicalmente distintos, recogen también la génesis de La Última Cena.

### De Venecia a Florencia (1501-1508)
En marzo de 1499, Leonardo trabajó como arquitecto e ingeniero militar para los venecianos que querían construir protecciones en su ciudad. Por este motivo, elaboró sistemas para defender la ciudad de un posible ataque naval de los turcos y, entre sus propuestas, se encuentra la invención de un tipo de escafandra submarina con un casco rudimentario. Los turcos no atacaron y el invento nunca fue utilizado. A finales de abril, volvió a Florencia y allí, después de hacer un estudio sobre los cursos de agua en el Friul, propuso un sistema de esclusas para hacer posible el levantamiento del curso del río Isonzo y así poder inundar toda una región que cubría las cercanías de Venecia.

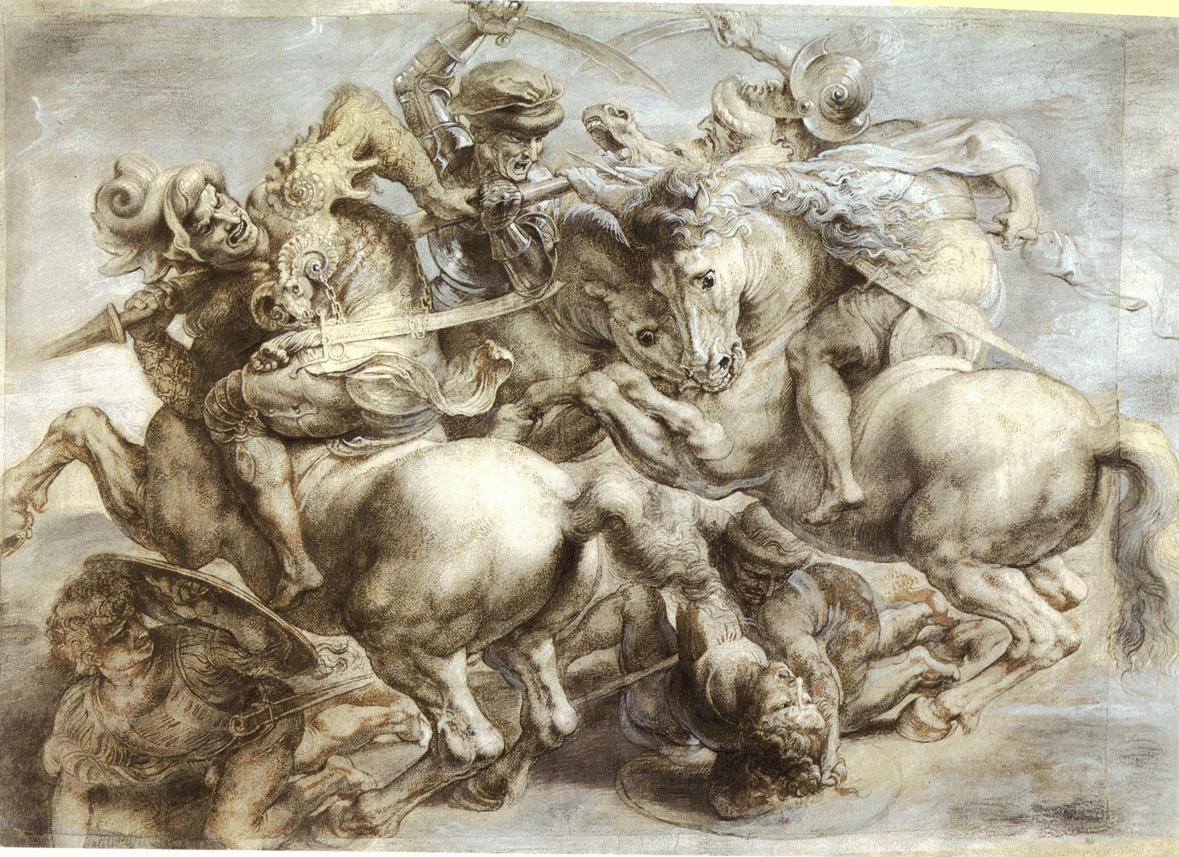
La batalla de Anghiari de Peter Paul Rubens es una de las copias de la obra original de Leonardo. Retoma «La lucha por el estandarte», parte central del fresco de Leonardo.

Regresó a Venecia en abril de 1500 para permanecer allí un par de meses después de haber estado en Mantua en compañía del fraile matemático Luca Pacioli. En Mantua realizó un retrato de Isabel de Este. Una carta del 4 de abril de 1501 en la que Pierre de Nuvola responde a la duquesa de Mantua, en relación con Leonardo afirma que «sus estudios matemáticos lo han alejado de la pintura»; Leonardo continuaba llevando a cabo grandes investigaciones. En 1501, recibió en el convento de la Santissima Annunziata la aprobación para hacer un boceto de lo que sería La Virgen y el Niño con santa Ana y san Juan Bautista, una obra que provocó tal admiración que «hombres y mujeres, jóvenes y viejos» acudían a observarla «como si estuvieran participando en un gran festival». Realizó una breve estancia en Roma, en la villa Adriana, en Tívoli. Estuvo trabajando en la Virgen de los husos, un encargo de Florimond Robertet, el secretario de Estado de Luis XII de Francia.
En 1502, fue solicitado por el príncipe César Borgia, duque de Valentinois e hijo del papa Alejandro VI, y obtuvo el cargo de «capitán condotiero e ingeniero general». Se quedó en las Marcas y en la Emilia-Romaña para inspeccionar las fortalezas y los territorios recientemente conquistados, llenando sus cuadernos de múltiples observaciones, cartas, croquis de trabajo y copias de obras consultadas en las bibliotecas de las ciudades que visitaba. Allí se reencontró con Nicolás Maquiavelo, «espía» de Florencia al servicio [cita requerida] de los Borgia.
El 18 de octubre de 1503, regresó a Florencia, donde ejerció las funciones de arquitecto e ingeniero hidráulico. Se volvió a inscribir en el gremio de San Lucas y le dedicó dos años (1503-1505) a la preparación y ejecución de La batalla de Anghiari, una pintura mural de siete por diecisiete metros, mientras Miguel Ángel pintaba La batalla de Cascina en la pared opuesta. Las dos obras se han perdido. La obra de Miguel Ángel se ha conocido a partir de una copia de Aristotole da Sangallo de 1542, y la pintura de Leonardo, a partir de croquis preparatorios y de varias copias de la sección central, de las cuales sin duda la más destacada es la de Rubens. Parece ser que las causas de la alteración de la obra fueron el fuego que se utilizó para secar más rápidamente la pintura o la calidad del material usado; posteriormente fue recubierta, probablemente por un fresco de Giorgio Vasari.
A menudo, se consultaba a Leonardo como experto, por ejemplo, para estudiar la estabilidad del campanario de San Miniato al Monte y en el momento de la elección del emplazamiento del David de Miguel Ángel, sobre lo cual su opinión se oponía a la de este. Fue en este período cuando presentó a la ciudad de Florencia su proyecto de desviación del río Arno, destinado, por una parte, a crear una vía navegable capaz de conectar a Florencia con el mar y, por otra, a permitir el control de las terribles inundaciones. Este período fue importante para la formación científica de Leonardo.

### De Milán a Roma

La Mona Lisa es el retrato que más literatura ha generado a lo largo de toda la historia del arte; ha dado origen a cuentos, novelas, poemas y hasta óperas. Fue una obra famosa desde el momento de su creación; el joven Rafael bebió en ella. Se ha visto en ella crueldad y se le ha considerado la sonrisa despiadada de la mujer que esclaviza al hombre. Otros se han sentido deslumbrados por su encanto, por su dulzura. Para Walter Pater simboliza el «espíritu moderno con todos sus rasgos patógenos». Existe también una explicación más prosaica, fundada en las propias anotaciones de Leonardo: el maestro hizo aflorar esa expresión a su modelo con el tañido del laúd. Citando a Vasari: «Monalisa era muy bella y Leonardo, mientras pintaba, procuraba que siempre hubiese alguien cantando, tocando algún instrumento o bromeando. De esta manera, la modelo se mantenía de buen humor y no adoptaba un aspecto triste, fatigado [...]».

En 1504, volvió a trabajar en Milán que, en aquella época, se encontraba bajo el control de Maximiliano Sforza gracias al apoyo de los mercenarios suizos. Muchos alumnos e interesados en la pintura conocieron o trabajaron con Leonardo en Milán, entre ellos, Bernardino Luini, Giovanni Antonio Boltraffio y Marco d'Oggiono. Su padre murió el 9 de julio y Leonardo fue apartado de la herencia debido a su ilegitimidad; sin embargo, más tarde su tío haría de él su heredero universal. El mismo año, Leonardo realizó estudios anatómicos e intentó clasificar sus innumerables notas. También es la época en que empieza a trabajar en La Gioconda (1503-1506, y después 1510-1515) obra habitualmente considerada un retrato de Lisa Gherardini o, por el nombre de casada, Monna Lisa del Giocondo. Sin embargo, hay numerosas interpretaciones sobre este cuadro que aún son motivo de debate y discusión.
En 1505, se dedicó a estudiar el vuelo de los pájaros, a partir de lo que redactó el Códice sobre el vuelo de los pájaros. Desde entonces, observaciones, experiencias y reconstrucciones se sucedieron con mucha intensidad. Un año más tarde, el gobierno de Florencia le permitió reunirse con el gobernador francés de Milán, Carles d'Amboise, que lo retuvo con él pese a las protestas por parte de Florencia. Leonardo quedó en medio de disputas entre franceses y toscanos, y fue presionado por el tribunal para que acabara La Virgen de las rocas con su alumno Ambrogio de Predis, mientras se encontraba trabajando en La batalla de Anghiari.
En 1507, Leonardo quedó como único heredero de su tío Francesco, pero los hermanos de Leonardo empezaron un procedimiento para modificar el testamento. Leonardo apeló a Charles d'Amboise y a Florimond Robertet para que intervinieran en su favor; Luis XII regresó a Milán y Leonardo se convirtió de nuevo en el organizador de las fiestas que se celebraban en la capital lombarda.
En 1508, vivió con el escultor Giovanni Francesco Rústica en casa de Piero di Braccio Martelli, en Florencia, pero luego se marchó y se fue a vivir a Milán, en la Porta Orientale, en la parroquia de Santa Babila. Luis XII volvió pronto a Italia y en mayo de 1509 entró en Milán. Pronto dirigió sus ejércitos contra Venecia y Leonardo siguió al rey en calidad de ingeniero militar y asistió a la batalla de Agnadel. En 1511, murió el gobernador Charles d'Amboise y, en 1512, tras la batalla de Rávena, Francia se marchó del territorio italiano. Este segundo período milanés le permitió a Leonardo profundizar en sus investigaciones de ciencia pura. En 1509, la aparición de De expendentis te fugiendis rebus de Giorgio Valla tuvo una gran influencia sobre él.
En septiembre de 1513, Leonardo se fue a Roma, donde trabajó para el papa León X, miembro de la rica y poderosa familia de los Médici. En aquellos momentos, en el Vaticano, Rafael y Miguel Ángel tenían mucho trabajo. Ante el éxito de Sangallo, Leonardo no recibió más que encargos modestos y parece que no participó ni en la construcción de las numerosas fortalezas romanas, poco relevantes, ni en el embellecimiento de la capital. Tampoco tuvo éxito su pintura y se refugió en otra especialidad, quizá su preferida, la hidráulica, y realizó un proyecto de secado de las Lagunas Pontinas, que pertenecían al duque Juliano II de Médicis. En 1514, realizó la serie de los Diluvios, que fue una respuesta parcial a la gran obra que Miguel Ángel desarrolló en la bóveda de la Capilla Sixtina.
«Los Médici me han creado, los Médici me han destruido», escribió Leonardo, sin duda para subrayar las decepciones de su estancia en Roma. Pensó que nunca se le dejaría mostrar su capacidad con la realización de un encargo importante. Probablemente también era conocida su inestabilidad, su fácil desánimo y su dificultad para finalizar lo que había empezado.

### Últimos años en Francia

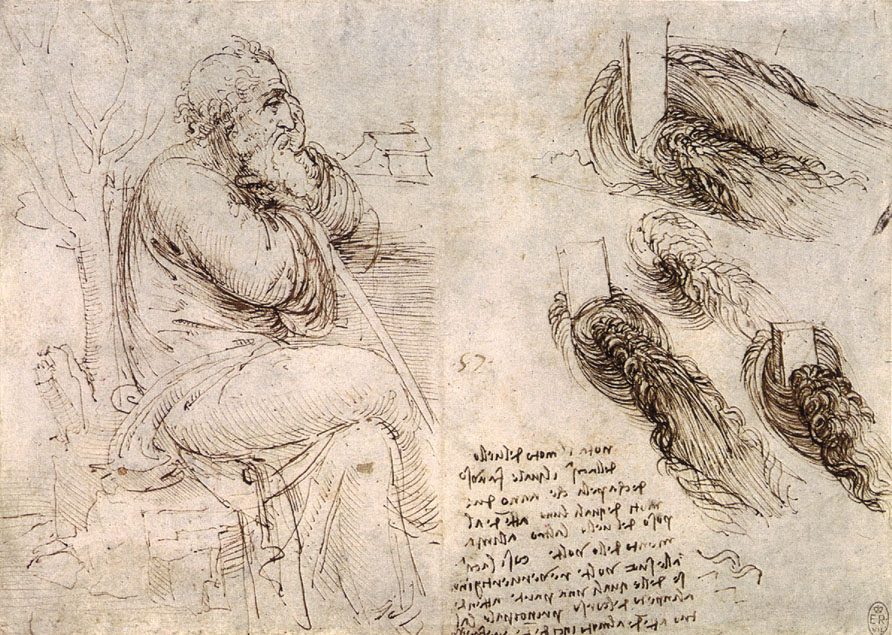
Anciano pensativo. Hay quien considera que este dibujo es el último autorretrato de Leonardo. Royal Library, Windsor.

En septiembre de 1515, el nuevo rey de Francia, Francisco I, reconquistó Milán tras vencer en la batalla de Marignano. En noviembre del mismo año, Leonardo diseñó un nuevo proyecto sobre la disposición del barrio de Médici en Florencia. El 19 de diciembre, estuvo presente en la reunión entre Francisco I y el papa León X que se celebró en Bolonia. Francisco I le encargó a Leonardo un león mecánico que pudiera andar y con el detalle de que el pecho se abriera para mostrar la flor de lis. No se sabe para qué ocasión fue concebido este león, pero puede tener relación con la llegada del rey a Lyon, o con las conversaciones de paz entre el rey y el papa.
En 1516 se marchó a Francia junto con su ayudante, el pintor Francesco Melzi, y también con Salai quien los acompañó hasta Milán. Su nuevo mecenas y protector, el rey de Francia Francisco I, los instaló en la casa donde este vivió en su niñez, el castillo de Clos-Lucé, cerca del castillo de Amboise. Fue el «primer pintor, primer ingeniero y primer arquitecto del rey», y recibió una pensión de 10 000 escudos. En la corte francesa estaban más interesados por el pintor que por el ingeniero, que en Italia era lo más valorado. El hecho de que Francisco I le diera el castillo de Clos-Lucé se puede entender como un mensaje a Leonardo para que «hiciera lo que él quisiera». No fue el primer artista en recibir este honor, pues Andrea Solario y Giovanni Giocondo lo habían precedido unos años antes. Leonardo proyectó el palacio real de Romorantin, que Francisco I pretendía erigir para su madre Luisa de Saboya: sería una pequeña ciudad, para la cual previó el desvío de un río que la enriqueciera con agua y fertilizase la campiña vecina. En 1518 participó en las celebraciones del bautizo del delfín y de las bodas de Lorenzo de Médici con una sobrina del rey francés. Ese mismo año Salai abandonó de nuevo a Leonardo y retornó a Milán, donde el 19 de enero de 1524 murió en un duelo.
El 23 de abril de 1519, Leonardo, enfermo desde hacía varios meses, redactó su testamento ante un notario de Amboise. Pidió un sacerdote para confesarse y recibir la extremaunción. Murió el 2 de mayo de 1519, en Cloux, a la edad de 67 años. La tradición cuenta que murió en brazos de Francisco I, pero probablemente esto se basa en una interpretación errónea de un epígrafe redactado por Giorgio Vasari:

LEONARDUS VINCIUS: QUID PLURA? DIVINUM INGEIUM, DIVINA MANUS, EMORI IN SINU REGIO MERUERE. VIRTUS ET FORTUNA HOC MONUMENTUM CONTINGERE GRAVISSIMIS IMPENSIS CURAVERUNT
Leonardo de Vinci, ¿qué más se puede decir? Su genio divino y su mano divina le merecieron expirar sobre el pecho de un rey. La virtud y la fortuna velan, premio a los grandes gastos, en este monumento que le corresponde.
Giorgio Vasari.

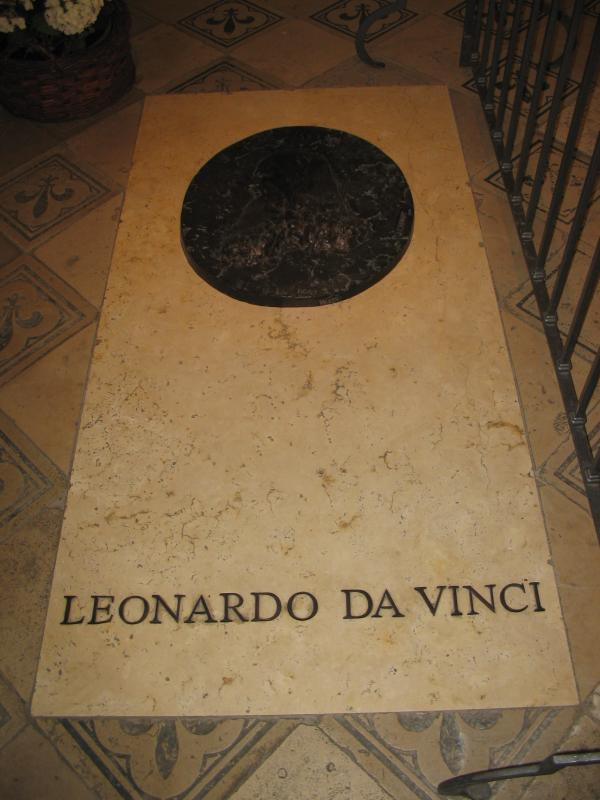
Tumba de Leonardo da Vinci en la capilla de Saint-Hubert, en Amboise, Francia.

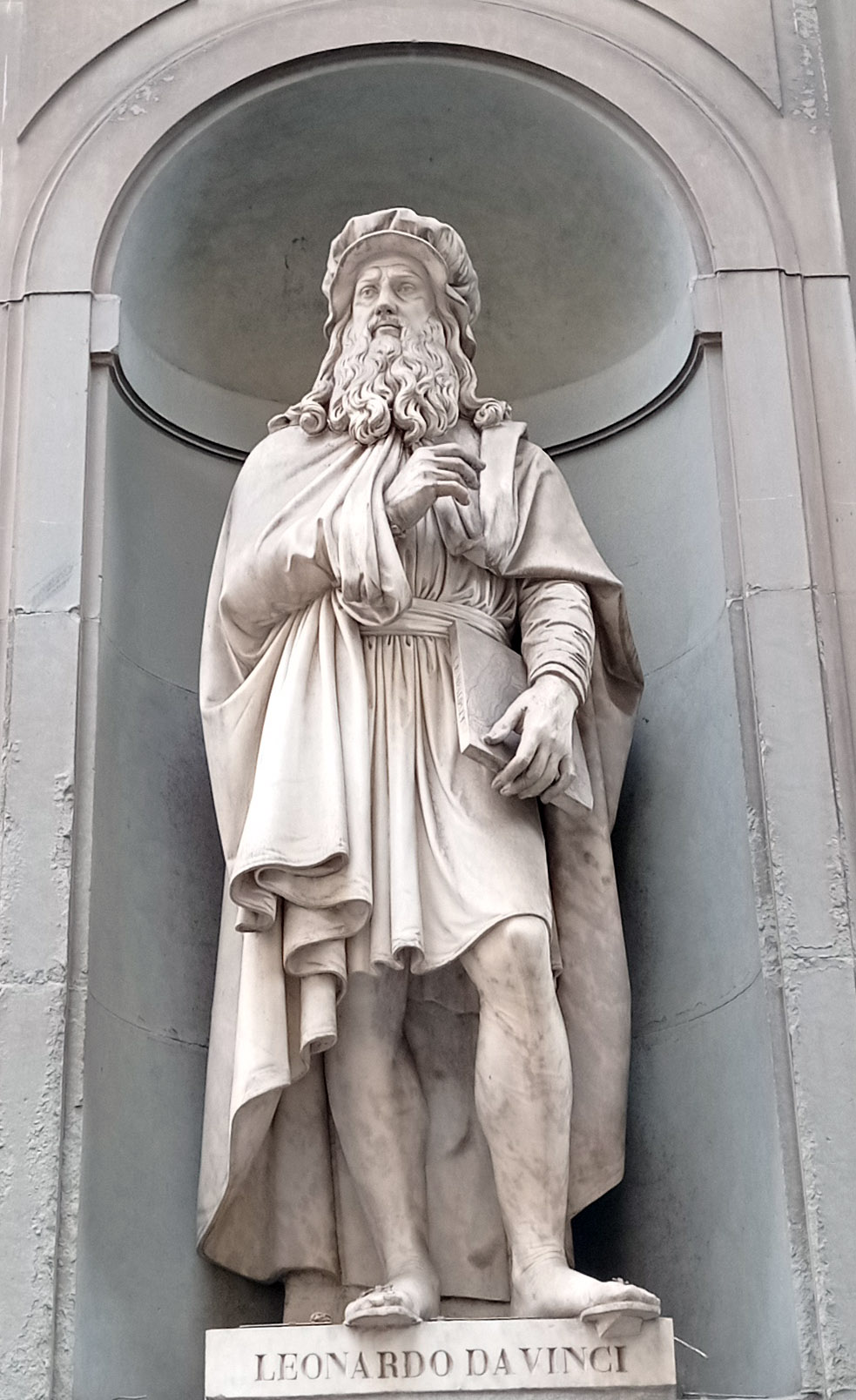
Estatua de Leonardo da Vinci, Galería de los Uffizi, Florencia

Este epígrafe, que nunca se ha visto escrito en ningún monumento, contiene las palabras sinu regio, que pueden significar, en el sentido literal «sobre el pecho de un rey», pero también, en un sentido metafórico, «en el afecto de un rey», y puede ser una alusión a la muerte de Leonardo en un castillo real. En esa época, la corte estaba instalada en el castillo de Saint-Germain-en-Laye, donde, el 31 de marzo, la reina Claudia de Francia dio a luz a Enrique; y el diario de Francisco I no indica ningún viaje del rey hasta el mes de julio. Por otro lado, Francesco Melzi, el discípulo de Leonardo, que heredó sus libros y sus pinceles y que fue depositario de su testamento, le escribió una carta al hermano de Leonardo donde cuenta la muerte de su maestro. En ella, no hace ninguna alusión a la circunstancia mencionada, ni a la presencia del rey.
Según su última voluntad, sesenta mendigos siguieron su séquito y fue enterrado en la capilla Saint-Hubert, en el recinto del castillo de Amboise. Leonardo nunca se casó y tampoco tuvo hijos; legó el conjunto de sus obras para que fueran publicadas por su discípulo preferido, Francesco Melzi, alumno desde los diez años. Le dio sobre todo sus manuscritos, cuadernillos, documentos e instrumentos. Francesco, después de haberlo acompañado durante su estancia en Francia, se quedó con Leonardo hasta su muerte, y administró su herencia durante los cincuenta años posteriores. Sin embargo, no publicó nada de las obras de Leonardo ni vendió ninguna de las numerosas pinturas, como por ejemplo La Gioconda, que se encontraba todavía en su taller. Los viñedos de Leonardo fueron divididos entre Gian Giacomo Caprotti da Oreno, otro alumno y discípulo muy apreciado por Leonardo que había entrado a su servicio a la edad de quince años, y su sirviente Battista di Vilussis. El terreno fue legado a los hermanos de Leonardo y su sirvienta recibió un abrigo negro.
La muerte de Leonardo es también el comienzo de la dispersión y la pérdida de dos tercios de los cincuenta mil documentos originales multidisciplinarios redactados en viejo toscano y codificados por él. Cada carné, manuscrito, página, croquis, dibujo, texto y nota fue considerado plenamente como una obra de arte. No han quedado más que unos trece mil documentos, de los cuales la mayoría se conserva en el archivo de la Ciudad del Vaticano. Veinte años después de la muerte de Leonardo, Francisco I le confesó al escultor Benvenuto Cellini:

Nunca ha habido otro hombre nacido en el mundo que supiera tanto como Leonardo, no tanto en pintura, escultura y arquitectura, sino en filosofía.
Mario Lucertini et al..

## Relaciones e influencias

### Leonardo en Florencia: maestros y contemporáneos

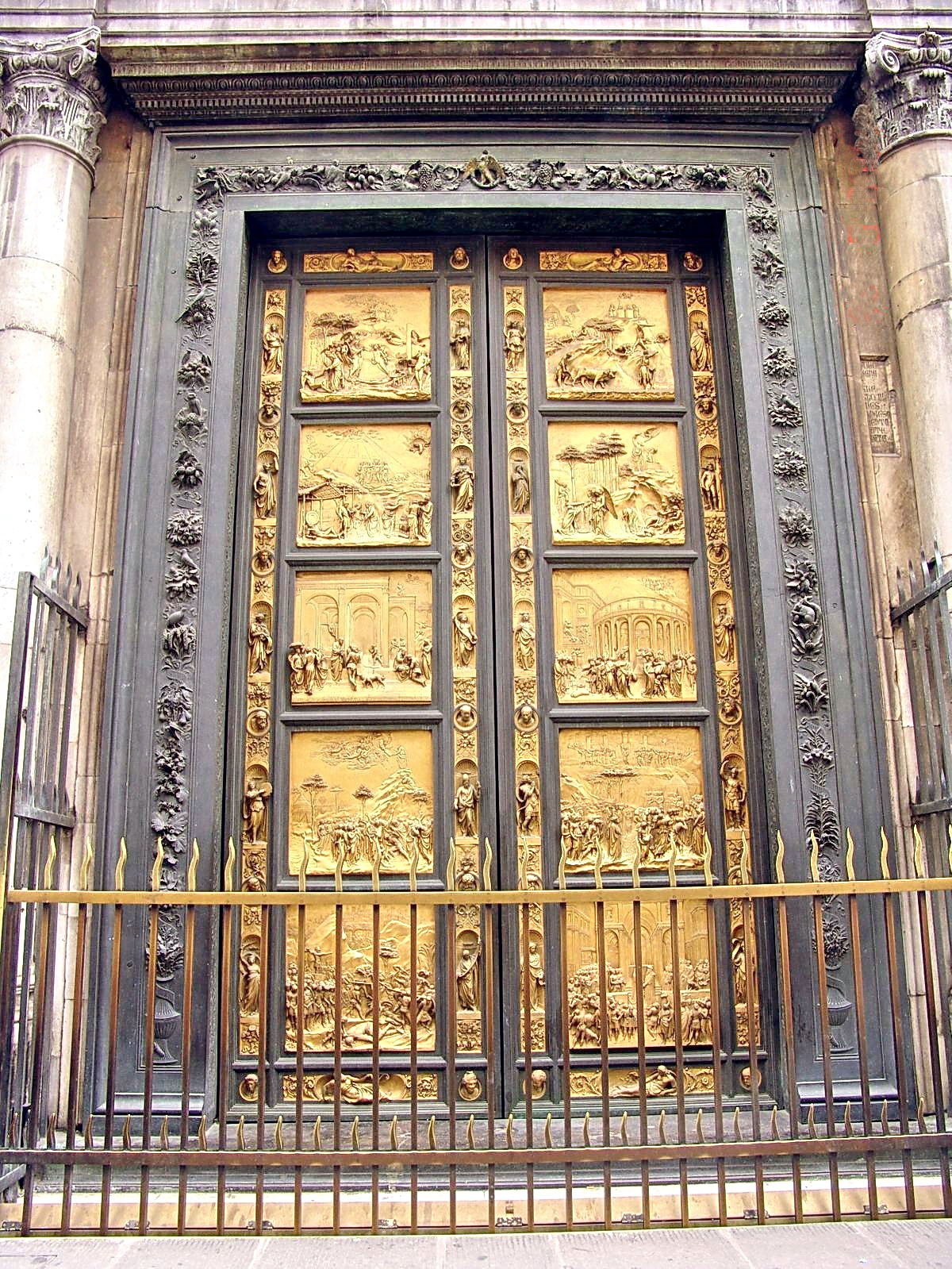
Las Puertas del Paraíso de Lorenzo Ghiberti (1421-1452) orgullo de los artistas florentinos, y en la que unos cuantos más participaron.

En 1466, cuando Leonardo comenzó su aprendizaje con Andrea del Verrocchio, murió el escultor Donatello, a su vez maestro de Verrocchio. El pintor Paolo Uccello —que había experimentado con la perspectiva e influyó en el desarrollo de la pintura de los paisajes— ya era muy viejo, y los pintores Piero della Francesca y Fra Filippo Lippi, el escultor Luca della Robbia y el arquitecto y escritor Leon Battista Alberti tenían unos 60 años. Los artistas más famosos de la generación siguiente fueron Andrea del Verrocchio, Antonio Pollaiuolo y el escultor Mino da Fiesole.
La juventud de Leonardo se desarrolló en una casa de Florencia en cuyas paredes colgaban las obras de esos artistas y de los contemporáneos de Donatello, Masaccio, cuyos frescos figurativos y realistas están impregnados de emoción, y Lorenzo Ghiberti, cuyas Puertas del Paraíso muestran una gran complejidad compositiva, aunando el trabajo como arquitecto con el esmero en los detalles. Piero della Francesca había hecho un estudio detallado de la perspectiva, y fue el primer pintor en llevar a cabo un estudio científico de la luz. Sus trabajos, así como los tratados de Leone Battista Alberti debieron haber tenido un profundo efecto en los jóvenes artistas, y en particular en el observador Leonardo y en sus obras.
La representación del desnudo de Masaccio en La expulsión de Adán y Eva del Paraíso, con un Adán cuyos genitales no estaban cubiertos con una hoja de parra, crea una imagen muy expresiva de las formas humanas que tendría una gran influencia en la pintura, sobre todo por estar representados en tres dimensiones gracias a un novedoso empleo de la luz y la sombra, que Leonardo desarrolló en sus propias obras. El humanismo del Renacimiento y su influencia a través del David de Donatello puede ser apreciado en las pinturas más tardías de Leonardo, en particular, en su San Juan Bautista.
En aquel tiempo, Florencia estaba dirigida por Lorenzo de Médici y su joven hermano Juliano (1453-1478), muerto durante la conspiración de los Pazzi. Ludovico Sforza, que gobernó Milán entre 1479 y 1499, y a cuya corte fue enviado Leonardo como embajador de los Médici, era también su contemporáneo. Es también por intermediación de los Médici que Leonardo tomó contacto con los viejos filósofos humanistas como Marsilio Ficino, adscrito al neoplatonismo, y Cristóforo Landino, autor de comentarios de obras clásicas. Giovanni Pico della Mirandola estuvo igualmente vinculado a la corte de los Médici. Leonardo escribió más tarde una nota marginal en su diario: «Los Médici me han creado, los Médici me han destruido»; el significado de ese comentario es todavía motivo de controversia.
Si bien suelen citarse juntos a los tres gigantes del Renacimiento, Leonardo, Miguel Ángel y Rafael no son de la misma generación. Leonardo tenía 23 años cuando nació Miguel Ángel y 31 cuando nació Rafael. Rafael murió en 1520, un año después que Leonardo. Cuando falleció Miguel Ángel, Leonardo ya llevaba 45 años muerto.

### Asistentes y alumnos

Salai sirvió de modelo para el San Juan Bautista, pintado entre 1513 y 1516. Se ha llegado a considerar que Leonardo tenía una relación con este. Era uno de sus alumnos preferidos, lo cual le hacía estar con él casi todo el tiempo.

Gian Giacomo Caprotti da Oreno, llamado «il Salaino» («el diablillo») o Salai, fue descrito por Vasari como «un simpático y bello jovencito de cabellos finos y ensortijados, que encantaba a Leonardo». Salai entró al servicio de Leonardo en 1490 a la edad de 10 años. Su relación no fue fácil. Un año más tarde, Leonardo hizo una lista de las faltas del joven, y lo calificó de «ladrón», «mentiroso», «obstinado» y de «glotón». El «pequeño diablo» había robado dinero y objetos de valor en al menos cinco ocasiones, y había dilapidado una fortuna en ropa y en veinticinco pares de zapatos. Sin embargo, las anotaciones de Leonardo de los primeros años de su relación con el joven contienen numerosas imágenes del adolescente. Salai fue su oficial, sirviente y asistente durante los treinta años siguientes.
En 1506, Leonardo tomó como alumno a Francesco Melzi, de 15 años, hijo de un aristócrata lombardo. Melzi se convirtió en compañero de la vida de Leonardo, y es considerado su alumno favorito. Permaneció en Francia con Leonardo y Salai, y estuvo con el maestro hasta su muerte. Salai abandonó Francia en 1518 y regresó a Milán, donde construyó una casa en el viñedo de una finca de Leonardo que finalmente el pintor dejó en herencia. En 1525, Salai murió violentamente, quizás asesinado o a consecuencia de un duelo.
Salai ejecutó un cierto número de cuadros bajo el nombre de «Andrea Salai», pero, si bien Vasari pretendió que Leonardo «le enseñó muchas cosas sobre la pintura», su obra se considera menos valiosa que la de otros alumnos de Leonardo, como Marco d'Oggiono o Giovanni Antonio Boltraffio. En 1515, pintó una versión desnuda de La Gioconda, llamada «Monna Vanna». A su muerte en 1525, la Gioconda propiedad de Salai se tasó en 105 liras, lo que supone un valor excepcionalmente elevado para un retrato de talla pequeña.
Además de Giovanni Antonio Boltraffio y Marco d'Oggiono, otros alumnos formaron parte del taller de Leonardo cuando este regresó a Milán, como Ambrogio de Predis, Bernardino dei Conti, Francesco Napoletano o Andrea Solario, estos últimos menos conocidos.

### Vida privada

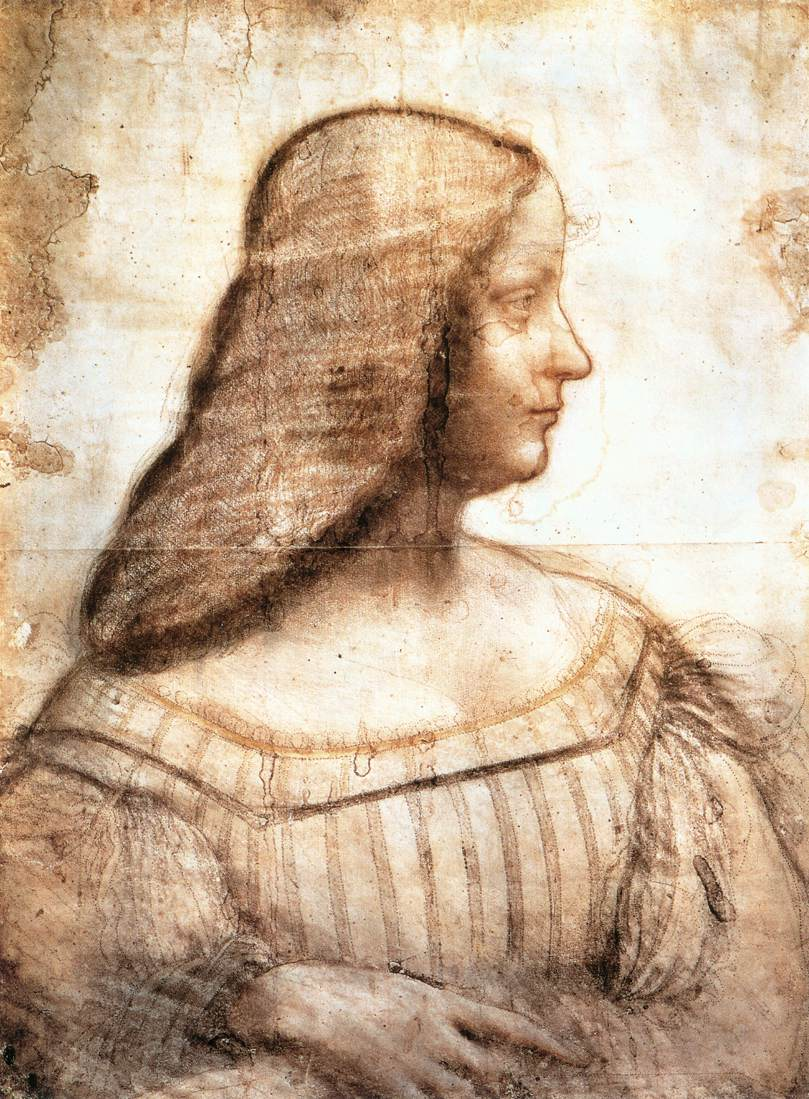
Estudio de un retrato de Isabel de Este, hacia 1500. Isabel parece haber sido la única amiga de Leonardo.

Leonardo da Vinci tuvo muchos amigos que gozaron de reconocimiento en sus respectivos campos o tuvieron una influencia importante en su época. Por ejemplo, el matemático Luca Pacioli, con el que colaboró en un libro, Cesar Borgia, a cuyo servicio pasó dos años, Lorenzo de Médici o el médico Marcantonio della Torre. Conoció a Nicolás Maquiavelo, con quien tuvo una estrecha amistad, y a su rival Miguel Ángel. Entre sus amistades también se encontraban Franchino Gaffurio e Isabel de Este. Leonardo no pareció haber tenido relaciones estrechas con ninguna mujer, salvo Isabel, de quien hizo un retrato en el transcurso de un viaje que le llevó a Mantua, retrato que parece haber sido la base para un cuadro, hoy perdido. Fue también amigo del arquitecto Jacopo Andrea da Ferrara hasta su asesinato.
Más allá de la amistad, Leonardo guardó su vida privada en secreto. Su vida, sus capacidades extraordinarias de invención, su «excepcional belleza física», su «gracia infinita», su «gran fuerza y generosidad», la «formidable amplitud de su espíritu», tal y como las describe Vasari han despertado curiosidad. Numerosos autores han especulado sobre los diferentes aspectos de la personalidad de Leonardo. Su sexualidad ha sido objeto de estudios y análisis. Esa tendencia comenzó a mediados del siglo XVI y se incrementó en el transcurso de los siglos xix y xx, pudiéndose destacar entre los estudiosos a Sigmund Freud.
Las relaciones más íntimas de Leonardo fueron con sus alumnos Salai y Francesco Melzi. Melzi dejó escrito que los sentimientos de Leonardo eran una mezcla de amor y de pasión. Después del siglo xvi se han descrito esas relaciones como eróticas. A partir de entonces se ha escrito mucho sobre esa presunta homosexualidad y sobre el papel de esta en su arte, en particular en la impresión andrógina que se manifiesta en su Baco, y más concretamente en alguno de sus dibujos.
Leonardo fue un apasionado admirador de la naturaleza y los animales, hasta el punto de convertirse en vegetariano y de comprar aves enjauladas para luego ponerlas en libertad. Fue también un excelente músico. Era zurdo, lo que explicaría la utilización que hacía de la escritura especular.

## Obra

### Pintura

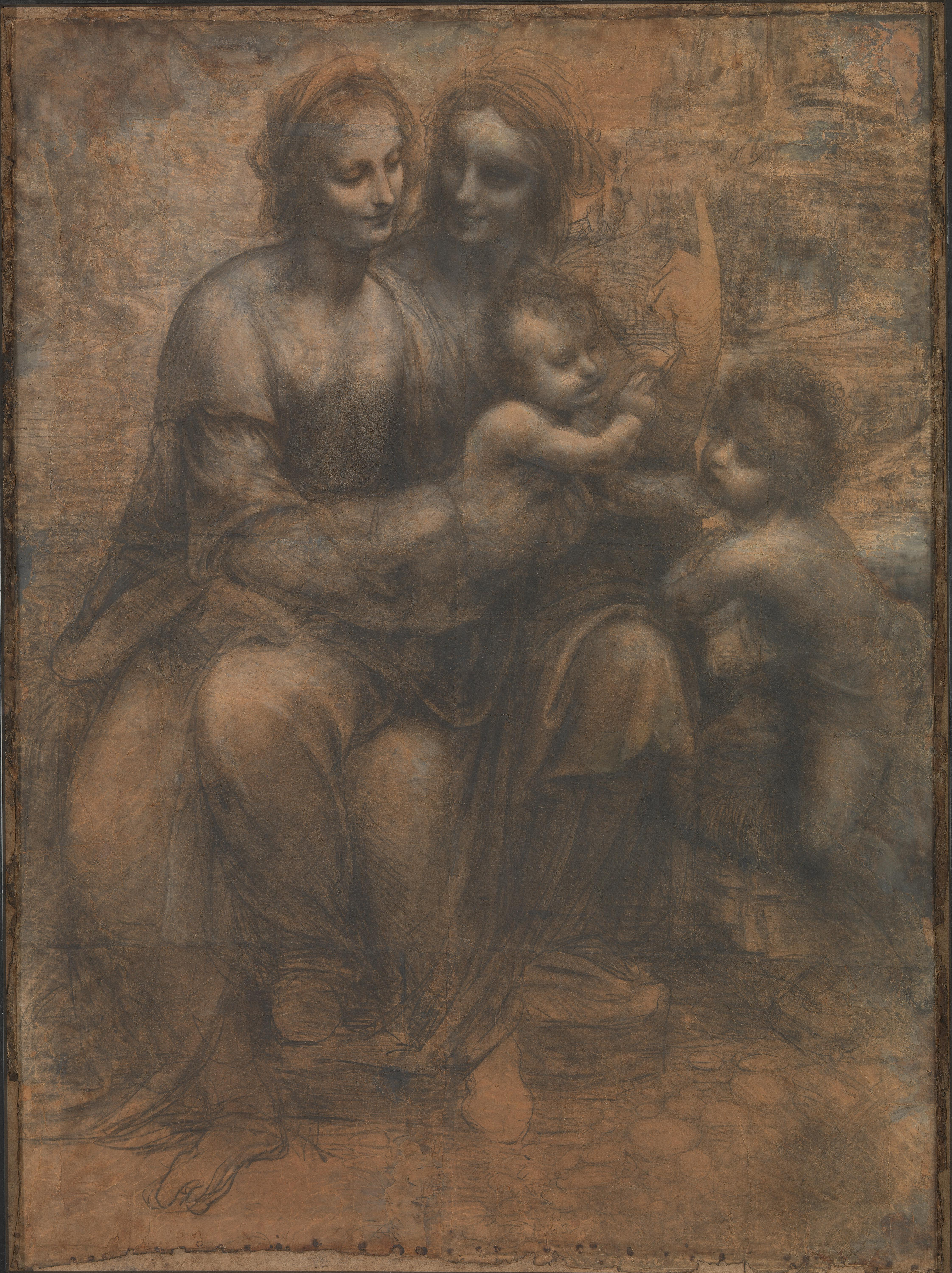
Cartón de Burlington House.

A pesar de la relativa toma de conciencia y la admiración que Leonardo despertó como científico e inventor en los últimos años, su fama ha descansado sobre sus creaciones como pintor de varias obras, autentificadas o que se le atribuyen, y que están consideradas grandes obras maestras del patrimonio universal.
Sus pinturas son célebres. Por un lado, han sido copiadas e imitadas por los estudiantes, y por otro han sido el centro de debate y controversia entre los especialistas. Entre las cualidades, cabe destacar las técnicas pictóricas innovadoras que empleó, el sentido de la composición y el uso sutil de los esfumados de colores, el conocimiento profundo de la anatomía humana y animal, de la botánica y la geología, la utilización que hacía de la luz, el interés por la fisonomía, la capacidad de reflejar la forma en que los humanos utilizan el registro de las emociones y las expresiones gestuales. Dominaba sobre todo la técnica del esfumado y la combinación de sombras y luces. Todas estas cualidades aparecen reunidas en obras como La Gioconda, La Última Cena y La Virgen de las rocas.

#### Primeras obras

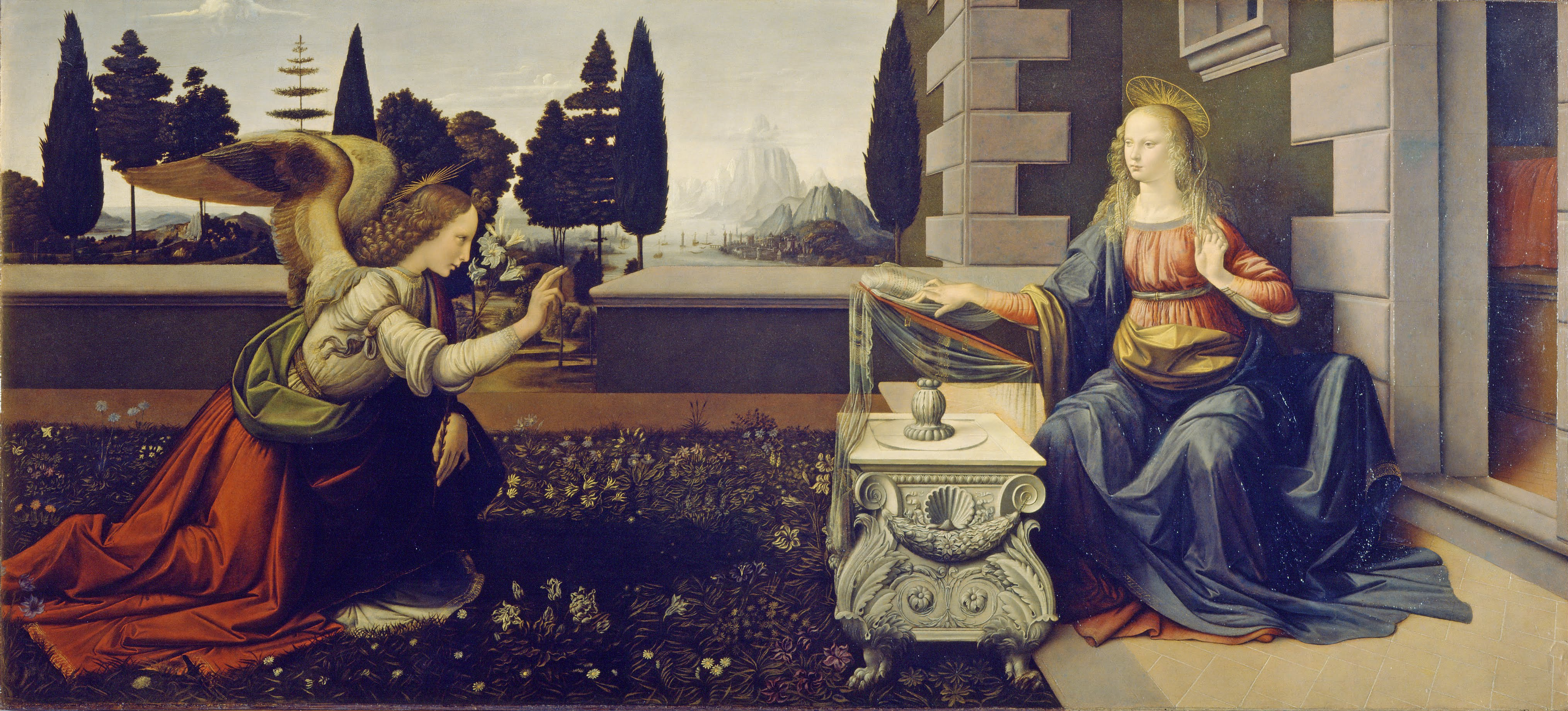
Anunciación (Leonardo, Uffizi).

El primer trabajo de Leonardo que se conoce es una parte del Bautismo de Cristo de Verrocchio y sus alumnos. Otra pintura que parece datar de este periodo, es La Anunciación. Uno de ellos es pequeño, de 59 centímetros de largo y 14 centímetros de alto. Se trata de una predela para ir en la base de una gran composición, en este caso un cuadro de Lorenzo di Credi del cual se ha separado. El otro es un trabajo mucho más grande, 217 centímetros de largo. En estas dos Anunciaciones, Leonardo ha representado a la Virgen María sentada o de rodillas a la derecha de la imagen, y un ángel de perfil que se acerca a ella desde la izquierda. Gran parte del trabajo es realizado en el movimiento de la ropa y las alas del ángel. Aunque anteriormente dicho trabajo fue atribuido a Domenico Ghirlandaio, el trabajo es ahora casi universalmente atribuido a Leonardo. Entre 1478 y 1482, pintó Madona Benois, una obra que le ha sido atribuida, pero es muy debatida en cuanto a su fecha de ejecución. Fechada hacia 1474-1476, otra pintura que ha sido atribuida al pintor florentino es un pequeño retrato, Ginebra de Benci. La Virgen del clavel, cuya fecha de ejecución se presume entre 1478 y 1480, es otra de sus obras de este periodo.

#### Década de 1480
En la década de 1480, Leonardo recibió dos grandes encargos y comenzó a trabajar para otra obra que fue igualmente de gran importancia en términos de composición. Dos de ellas nunca fueron terminadas, y la tercera fue sometida a un proceso de negociación para la finalización y el pago. Uno de estos cuadros fue el de San Jerónimo. Liana Bortolon asocia este cuadro a un período difícil de la vida de Leonardo, los signos de la melancolía se pueden leer en su diario: «Pensaba que aprendía a vivir, aprendía solo a morir». La fijación audaz e innovadora de la composición de San Jerónimo, con los elementos del paisaje y el drama personal, aparece igualmente en otra gran obra inacabada, la Adoración de los Magos, un encargo de los frailes de San Donato en Scopeto. Fue un cuadro muy complejo, y Leonardo realizó numerosos dibujos y estudios preparatorios, entre ellos uno muy detallado para la perspectiva lineal de una ruina de arquitectura clásica que sirve de fondo a la escena. En 1480, el pintor florentino hizo La dama del armiño, pero en 1482, a petición de Lorenzo de Médici, marchó a Milán para ganar los favores de Ludovico Sforza, por lo que abandonó dicho cuadro. La tercera obra importante de este período fue La Virgen de las Rocas (de esta obra hubo dos versiones, ambas atribuidas a Leonardo), que fue un encargo de la cofradía de la Inmaculada Concepción de Milán. La pintura serviría para rellenar un gran retablo ya construido, y tuvo una elaboración casi tan compleja como la Adoración de los Magos, pese a tener solo cuatro personajes, y describe un paisaje en lugar de un fondo arquitectónico. El cuadro pudo ser terminado, se hicieron dos versiones de la pintura: la que ha quedado en la capilla de la cofradía, y una segunda versión hecha algunos años más tarde, con el añadido de las aureolas y el bastón de Juan Bautista.

#### Década de 1490
Entre 1495 y 1498 Leonardo pintó La Última Cena, que representa la última comida compartida por Jesús con sus discípulos; fue ejecutada directamente sobre un muro del convento de Santa Maria delle Grazie en Milán. Trabajaba del alba al crepúsculo sin detenerse para comer, para así dejar de hacerlo los tres o cuatro días siguientes, que topó con la incomprensión del prior del convento. Es una obra maestra en su concepción y caracterización, que ha recibido la admiración de artistas como Rubens y Rembrandt. La obra ha tenido que ser restaurada constantemente debido a la técnica utilizada por Leonardo; al cabo de un tiempo ya fue descrita por un testigo como una obra «totalmente dañada». Es una de las obras de arte más reproducidas. Entre 1499 y 1500, Leonardo dibujó la obra Santa Ana, la Virgen, el Niño y san Juanito, también conocida como el Cartón de Burlington House.

#### Década de 1500

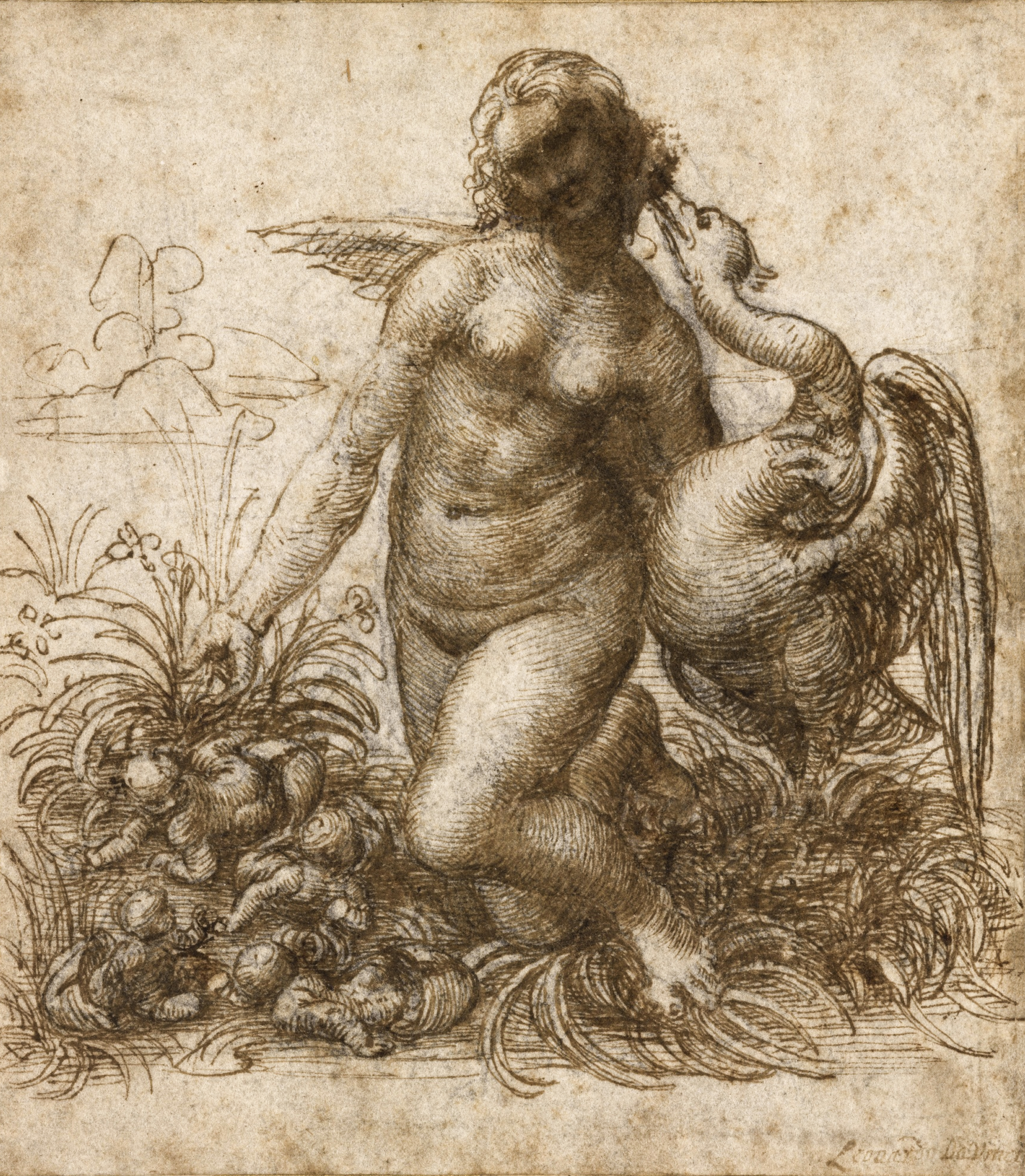
Dibujo para Leda

Entre 1503 y 1506 trabaja en un pequeño retrato, La Gioconda, probablemente el cuadro más famoso de la pintura occidental. La obra representa a Lisa Gherardini, esposa de Francesco del Giocondo. Fue un cuadro muy querido por Leonardo y que tuvo con él hasta su muerte. Su aspecto actual es engañoso debido a una gruesa capa de barnices oscurecidos, cuya eliminación se está demorando por los riesgos que implica. A pesar de ello, es una obra en estado de conservación inusual, ya que no tiene ningún signo visible de reparaciones, sobrecapa o repintes, lo cual es un hecho muy raro en una pintura de esta época.
Otra obra destacable es La Virgen, el Niño Jesús y santa Ana, pintada hacia 1510, y que ha sido copiada muchas veces. La obra influyó sobre todo en Miguel Ángel, Rafael y Andrea del Sarto, y a través de ellos, en Pontormo y Antonio da Correggio. El estilo de la composición ha sido adoptado en particular por pintores venecianos como Tintoretto y Paolo Veronese. Una de las últimas pinturas de Leonardo fue la de San Juan Bautista, en la que usó como modelo a Salai.

#### Dibujos

La Virgen, el Niño Jesús y santa Ana.

Leonardo no fue un pintor prolífico, pero en cambio, fue un dibujante muy productivo; llegó a llenar sus diarios de pequeños croquis y dibujos muy detallados para dejar constancia de todo lo que había atraído su atención. Además de sus notas, existen numerosos estudios de sus pinturas, del que algunas son bocetos preparatorios de obras como Adoración de los Magos, La Virgen de las Rocas y La Santa Cena. Su primer dibujo fechado fue Paisaje del valle del Arno de 1473, donde se puede observar el río, las montañas, el castillo Montelupo y, más allá, las explotaciones agrícolas hechas con gran detalle.
Entre los dibujos más célebres está el Hombre de Vitruvio, un estudio de las proporciones del cuerpo humano, el Jefe del ángel, La Virgen de las Rocas y La Virgen, el Niño Jesús con santa Ana y san Juan Bautista, que fue un gran dibujo (160 x 100 cm) en yeso blanco y negro sobre un papel de color; en él utiliza la técnica del esfumado. Este tema de Santa Ana, junto con el de la Sagrada Familia, predominaría en la obra de Leonardo de 1500 a 1517. No parece que Leonardo hubiera hecho ninguna pintura a partir de este dibujo, pero un cuadro bastante próximo es La Virgen, el Niño Jesús y santa Ana.
Entre otros dibujos de interés cabe destacar numerosos estudios «caricaturescos» que, aunque exagerados, parecen estar basados en la observación de modelos vivos. Vasari refiere que cuando Leonardo veía una persona que tenía una cara interesante, la seguía durante todo el día para poder observarla y dibujar con detenimiento. También existen numerosos estudios de jóvenes de gran belleza, con una cara poco habitual, característica del llamado «perfil griego», perfil característico de muchas estatuas griegas; las cuales se han asociado con Salai. Leonardo había pintado a Salai llevando diferentes trajes y disfraces, hay que recordar que Leonardo era famoso por haber creado decoraciones y vestimentas para procesiones tradicionales. Otros dibujos, a menudo minuciosos, muestran estudios sobre ropas. Otro ejemplo de la curiosidad de Leonardo es un dibujo de Bernardo di Bandino, uno de los asesinos de Juliano de Médici en la conspiración de los Pazzi, después de ser colgado en una de las ventanas del Palazzo del Capitano di Giustizia de Florencia, el 29 de diciembre de 1479.

### Escultura
No se conserva ninguna de sus esculturas. El proyecto escultórico de Leonardo del que más se sabe es el de una estatua ecuestre que representara a Francisco Sforza, padre de Ludovico el Moro. Sobrepasaba en tamaño las otras dos estatuas ecuestres de bronce del Renacimiento: Gattamelata de Donatello en Padua y el Monumento a Bartolomeo Colleoni de Verrocchio en Venecia. Leonardo ejecutó en arcilla el modelo, conocido como el «Gran Caballo». Estaba previsto que fuera una estatua en bronce, de ocho metros de altura, y se alzaría en Milán. Se prepararon 70 toneladas de metal para moldearla. El monumento quedó sin acabar durante varios años, lo que no era inusual en Leonardo. En 1495 el bronce se usó para fabricar cañones para el duque en un intento de salvar Milán de los franceses bajo el reinado de Carlos VIII de Francia en 1495. Por iniciativa privada, se construyó en 1999 en Nueva York una estatua construida según sus planos que fue donada a la ciudad de Milán, donde se erigió.

## Leonardo como observador, científico e inventor

### Libros de notas

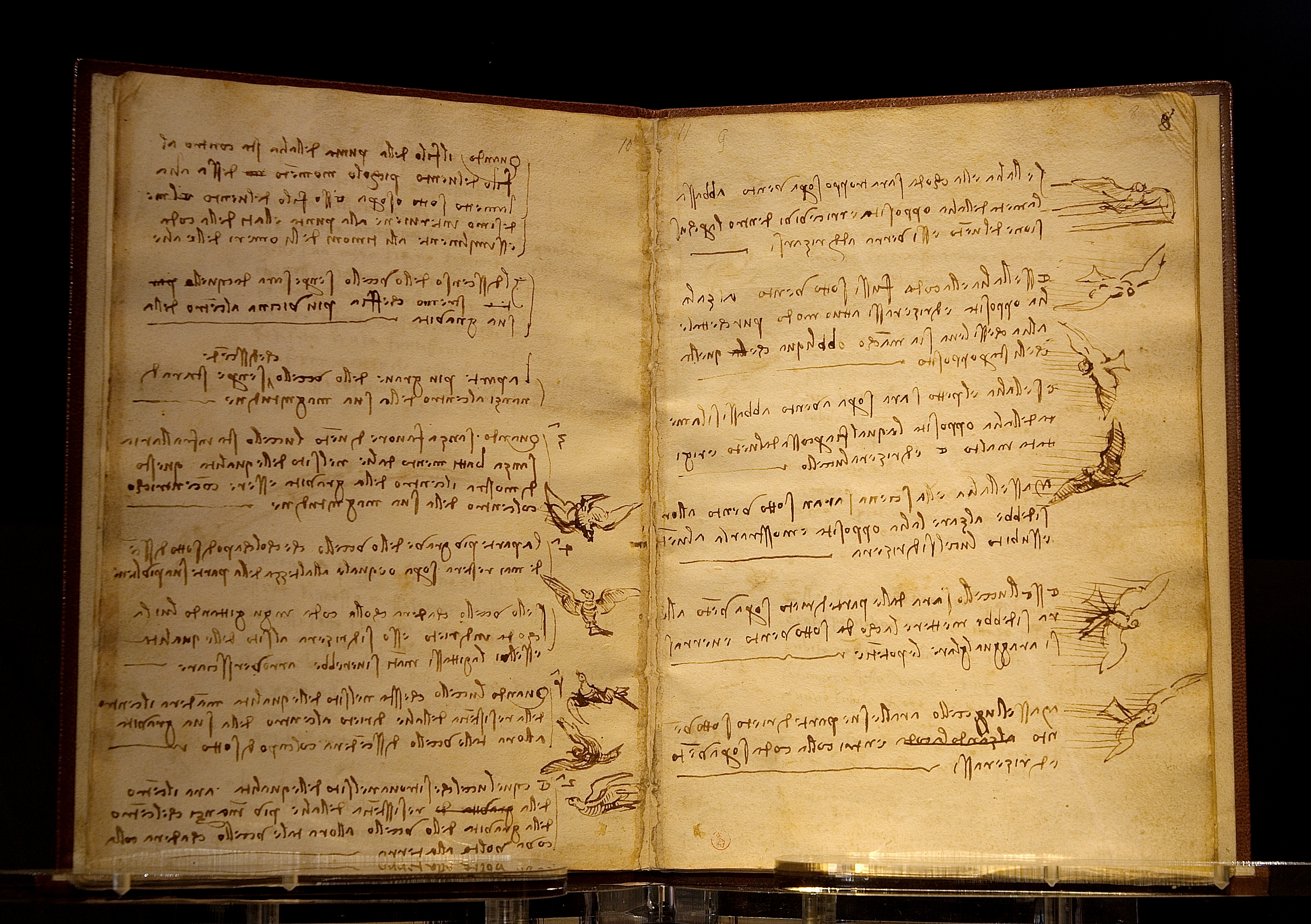
Codex del vuelo de las aves, redactado con escritura especular, 1485-1490.

El humanismo renacentista no ve polaridades mutuamente excluyentes entre la ciencia y las artes. Los estudios de Leonardo en ciencias y en ingeniería son tan impresionantes e innovadores como su obra artística, y fueron registrados en sus diarios y cuadernos de notas, que comprenden 13 000 páginas de texto y dibujos, asociando arte y filosofía natural (precedente de la ciencia moderna). Tales notas eran realizadas y puestas al día de manera cotidiana a lo largo de toda la vida y viajes de Leonardo. De manera constante se esfuerza por hacer observaciones del mundo que le rodea, consciente y orgulloso de ser, como él se definía, un «iletrado», autodidacta y lúcido observador de fenómenos naturales a menudo alejados de lo que se aprendía en la escuela.
Estos diarios están en su mayor parte redactados usando escritura especular, también llamada «en espejo», lo que pudo haberse debido más a razones prácticas, por ser este método de escritura más rápido, que a razones de cifrado, como se ha sugerido tantas veces. Dado que Leonardo escribía con la mano izquierda, le resultaba más cómodo hacerlo de derecha a izquierda.
Sus notas y dibujos, estando fechados los más antiguos en 1475, muestran una gran variedad de intereses y de preocupaciones, incluso simples listas de la compra o de dinero prestado. Hay composiciones de cuadros, estudios de detalles y de tapices, estudios sobre las expresiones faciales, animales, disecciones, bebés, estudios de botánica y geología, máquinas de guerra, máquinas voladoras y trabajos de arquitectura.
Estos carnets (inicialmente hojas volanderas de diferentes tamaños y tipos, regalados a su muerte por sus amistades) han encontrado su lugar en colecciones importantes como las expuestas en el Castillo de Windsor, en el Museo del Louvre, en la Biblioteca Nacional de España, en la Biblioteca ambrosiana de Milán, o el Victoria and Albert Museum y la British Library de Londres. La British Library ha puesto en internet una selección (BL Arundel MS 263). El Codex Leicester o Codex Hammer es el único gran trabajo de estas características que se encuentra en manos privadas.
Los diarios de Leonardo parecen haber sido destinados a su publicación, dado que muchas hojas tienen una forma y un orden que facilitan la edición. En muchos casos, un solo tema, por ejemplo, el corazón o el feto humano, están tratados en detalle, tanto en el texto como en los dibujos, en una sola hoja. Este modo de organización minimiza igualmente las pérdidas de aquellas hojas que fueron posteriormente distribuidas. La razón por la que no fueron publicadas en vida de Leonardo es todavía desconocida, si bien se piensa que pudo deberse a que la sociedad de su época, y especialmente la Iglesia católica, no estaban preparadas para recibir los estudios anatómicos.

### Estudios científicos

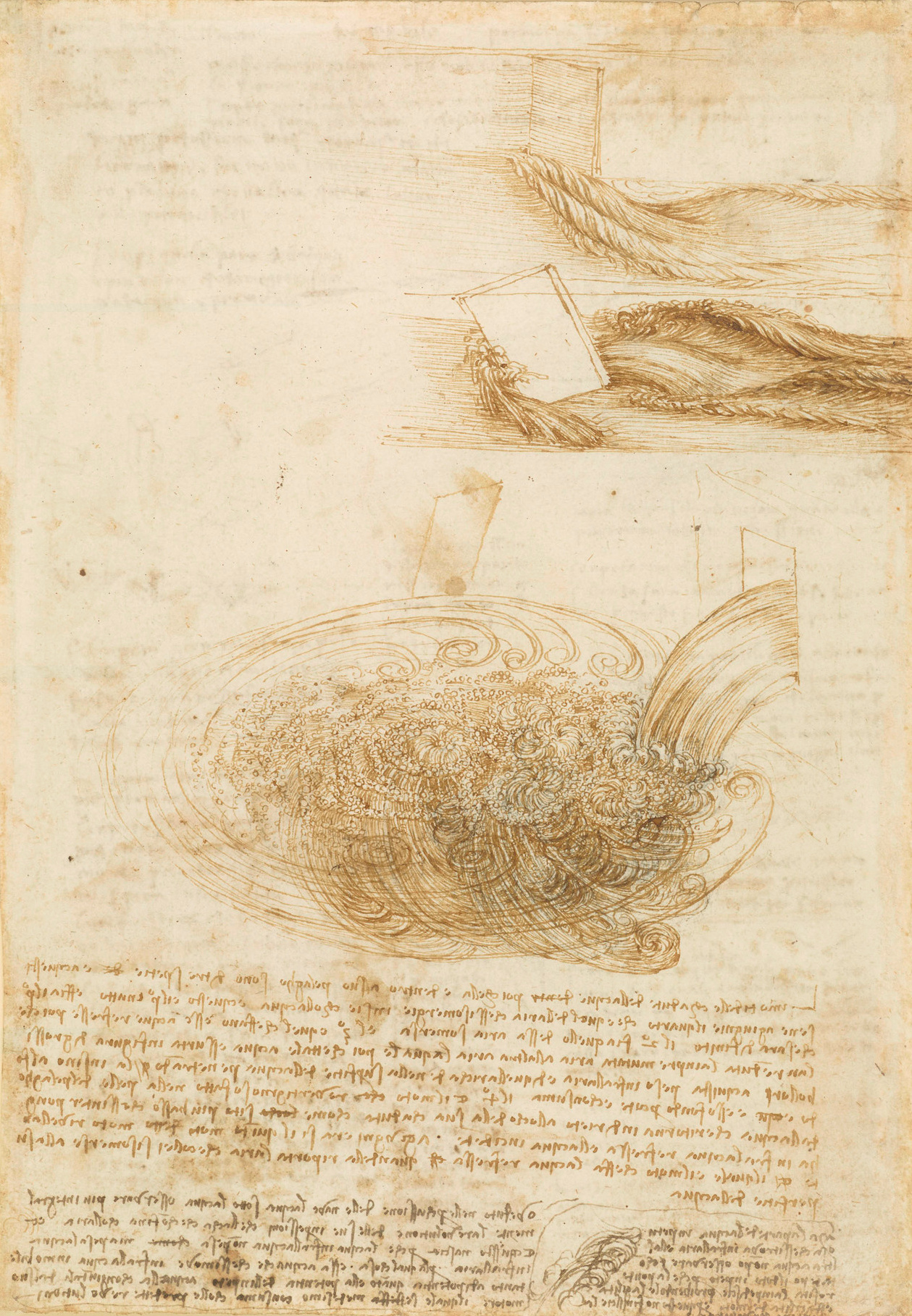
Estudio sobre las turbulencias.

El método científico de Leonardo se basaba fundamentalmente en la observación, «la ciencia fue el capitán, la práctica fue el soldado». Sus investigaciones científicas no se refieren exclusivamente más que a lo que ha estado acompañado de la práctica. Leonardo intentó comprender los fenómenos describiéndolos e ilustrándolos con mucho detalle, no insistiendo demasiado en las explicaciones teóricas. Sus estudios sobre el vuelo de los pájaros o el movimiento del agua son sin duda muy destacables. Como le faltaba formación básica en latín y en matemáticas, los investigadores contemporáneos ignoraron al sabio Leonardo; sin embargo, su sorprendente autodidactismo lo llevó a aprender latín solo.
En la década de 1490, estudió matemáticas al lado de Luca Pacioli y realizó una serie de dibujos de sólidos regulares en una forma esquelética para que formaran parte del libro Divina Proportione (1509). Estaba fascinado por la idea de lo absoluto y lo universal. Sin embargo, su cultura matemática era fundamentalmente práctica, con las limitaciones propias de los abacistes de su tiempo, con algunos conocimientos de la geometría euclidiana, de perspectiva y de mecánica, en la línea de lo que sabían los teóricos de su tiempo. Sin embargo, Leonardo concibió un instrumento con un sistema articulado destinado a permitir una solución mecánica para el problema de Alhazen, una cuestión esencialmente técnica, que testimonia un conocimiento profundo de las propiedades de la cónica.
Su nivel de física fue bastante limitado, no fue nunca artillero y nunca formuló teoría alguna relativa a la balística. Sin embargo, como lo atestiguan algunos de sus esquemas, Leonardo pudo intuir, como se podía observar en un surtidor de agua, arguyendo que no existía parte rectilínea en la trayectoria de un proyectil de artillería, al contrario de lo que se creía en aquel tiempo. Pero no profundizó en una vía que Tartaglia y Benedetti desarrollaron y que culminó Galileo. De igual manera, estudió los temas relacionados con la luz y la óptica; y en hidrología, la única ley que llegó a formular tuvo relación con los cursos de agua. En cuanto al ámbito de la química, puso a punto un alambique y algunas investigaciones sobre alquimia que practicó en Roma. Si, en arquitectura, Alberti o Francesco di Giorgio se preocuparon por la solidez de las vigas, no lo hicieron desde formulaciones matemáticas como Leonardo, que se interesó por el problema de la flexión y consiguió definir «leyes» aún imperfectas, por ejemplo, en relación con la línea elástica en el caso de vigas de secciones diferentes. Así, eliminaba el módulo elástico y el momento de fuerza al que había aludido Jordanus Nemorarius.

### Anatomía y medicina

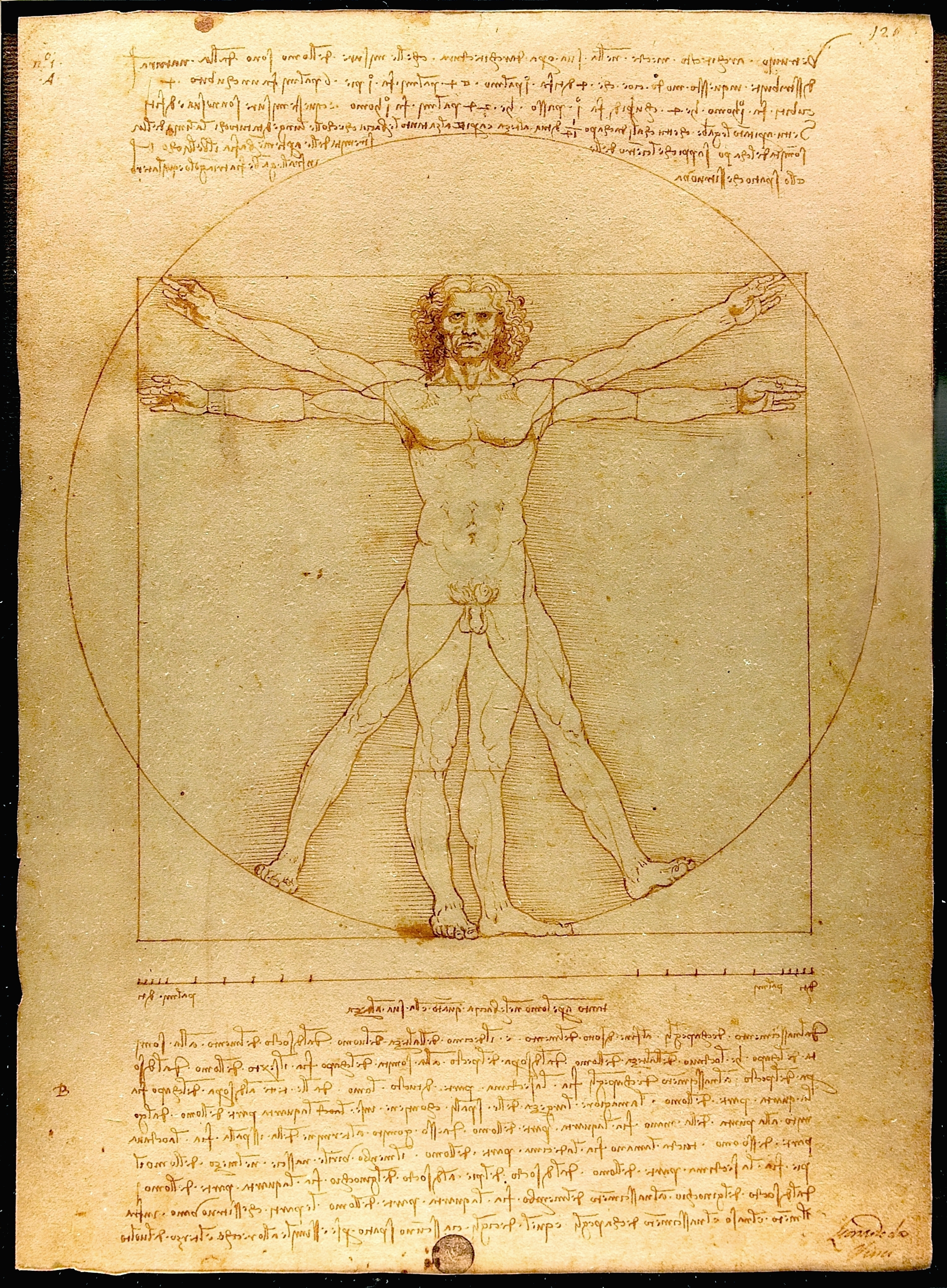
Hombre de Vitruvio, dibujado alrededor de 1490.

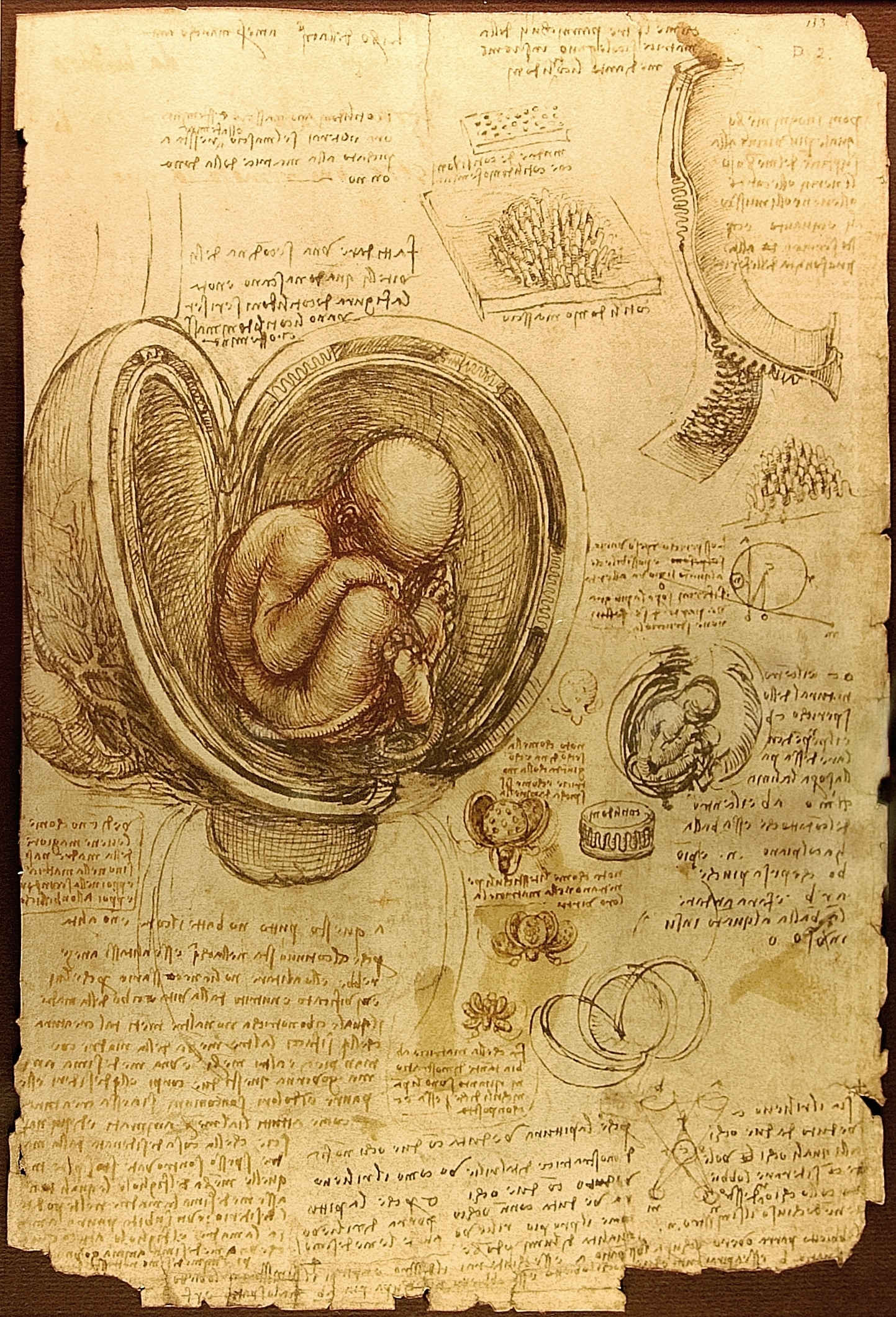
Estudio del embrión humano hecho entre 1510-1513.

La formación inicial de Leonardo sobre anatomía humana comenzó mientras aprendía con Andrea del Verrocchio, quien insistía en que todos sus alumnos tuvieran conocimientos de anatomía. Como artista, pronto fue un maestro de la anatomía topográfica, realizando numerosos estudios sobre músculos, tendones y otras características anatómicas visibles.
Diseccionó cadáveres de criminales como parte de sus estudios anatómicos. Las condiciones de trabajo fueron particularmente penosas debido a los problemas de higiene y conservación de los cuerpos. Como artista reconocido, recibió la autorización para diseccionar cadáveres humanos en el hospital de Santa María Nuova de Florencia y, más tarde, en los hospitales de Milán y de Roma. De 1510 a 1511, colaboró con el médico Marcantonio della Torre y, juntos, compilaron un conjunto de investigaciones sobre anatomía con más de doscientos dibujos hechos por Leonardo; los cuales fueron publicados bajo el título engañoso de Tratado de pintura, en 1680.
Realizó muchos dibujos sobre anatomía humana, de huesos, músculos y tendones, del corazón y el sistema vascular, del sistema reproductivo y otros órganos internos, y gráficos sobre la acción del ojo. Estas observaciones contienen a veces inexactitudes debidas a los conocimientos de la época, por ejemplo un estudio hecho por él sobre el flujo sanguíneo. Realizó uno de los primeros dibujos de un feto dentro del útero, y la primera comprobación científica conocida de la rigidez de las arterias en respuesta a una crisis cardiaca. Como artista, Leonardo observó de cerca los efectos de la edad y de la emoción humana sobre la fisiología, estudiando en particular los efectos de la rabia. Dibujó igualmente numerosos modelos, algunos de ellos con importantes deformaciones faciales o signos visibles de enfermedad. También estudió la anatomía de numerosos animales. Diseccionó vacas, pájaros, monos, osos y ranas, con el único fin de comparar la estructura anatómica de estos animales con la del hombre. También hizo estudios sobre los caballos.

### Ingeniería e inventos
Cuántas biografías se habrán escrito que solo mencionan esta actividad científica o técnica para mostrar la extensión de un saber que se pretende universal […] Todo esto solo pudo hacerse penosamente, por una búsqueda constante de lo que habían escrito los antiguos o los predecesores inmediatos […] Y a falta de conocer todo este pasado que lo había formado, se ha presentado a Leonardo como un inventor fecundo.
Los ingenieros del Renacimiento, Bertrand Gille

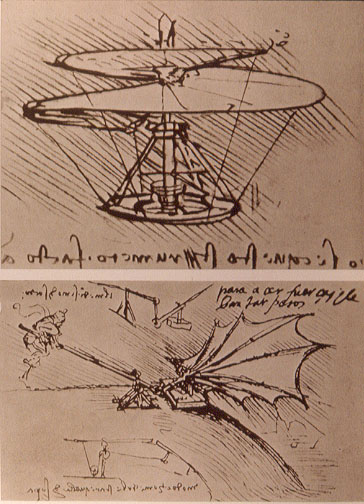
El tornillo aéreo (arriba), 1486, considerado el antecesor del helicóptero y un experimento sobre la fuerza de sustentación de un ala (abajo).

Leonardo da Vinci se inscribe en la corriente tecnicista del Renacimiento y, como tal, tuvo predecesores inmediatos o más lejanos. Entre estos se puede citar a Konrad Kyeser, Taccola, Roberto Valturio, Filippo Brunelleschi, Jacomo Fontana o Leon Battista Alberti, a quien probablemente le debe mucho.
Algunos de ellos fueron personalidades más potentes, con un espíritu aún más completo y una curiosidad aún más amplia que los de Leonardo. Fue el caso, por ejemplo, de Francesco di Giorgio Martini, que fue su superior durante la construcción del Duomo de Milán y del cual Leonardo tomó muchas cosas. Probablemente por estar menos ocupado que Martini debido a una lista menor de pedidos, Leonardo fue a la vez más prolijo y sobre todo capaz de un cambio de método.
Junto a Herón de Alejandría, se considera a Leonardo un precursor importante de un cierto número de máquinas modernas. Sin embargo, más allá del asombro que provoca la imaginación prospectiva del autor, se puede constatar rápidamente que el funcionamiento real de las máquinas no debió ser su principal preocupación. Al igual que el monje Eilmer de Malmesbury, que en el siglo XI olvidó poner una cola a su máquina voladora, los inventos de Leonardo chocan con numerosas dificultades: el helicóptero habría girado sobre sí mismo como una peonza, el buzo se habría asfixiado y el barco de palas nunca habría podido avanzar [...] Sin embargo, se ha postulado también que Leonardo introdujo intencionalmente errores específicos en sus diseños para evitar que otros pudieran realizar la construcción viable de sus artefactos.
En una carta dirigida a Ludovico Sforza, afirma ser capaz de construir todo tipo de máquinas, tanto para la protección de ciudades como para su asedio. Tras su fuga a Venecia en 1499, encontró empleo como ingeniero y desarrolló un sistema de barreras móviles para proteger la ciudad de los ataques terrestres. También proyectó el desvío del río Arno para irrigar los campos toscanos, facilitó el transporte e incomodó el acceso marítimo a Pisa, la rival de Florencia.

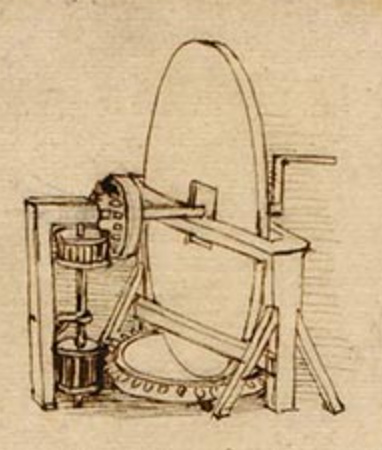
Máquina para pulir espejos.

Sus cuadernos presentan un gran número de «inventos» a la vez prácticos y realistas, destacando las bombas hidráulicas, mecanismos de manivela como la máquina para mecanizar tornillos, aletas para obuses de mortero, un cañón a vapor, el submarino, varios autómatas, el carro de guerra, el automóvil, flotadores para «caminar sobre el agua», la concentración de energía solar, la calculadora, la escafandra, el casco doble para barcos y los rodamientos de bolas. En cuanto a la bicicleta, su paternidad no está clara.
Un examen cuidadoso de los bocetos indica, sin embargo, que varias de estas tecnologías fueron o bien tomadas prestadas de predecesores inmediatos —la turbina hidráulica de Francesco di Giorgi Martini, la cadena de transmisión articulada de Taccola—, o bien la herencia de una tradición más antigua —el martillo hidráulico se conocía en el siglo xiii los sifones y los acueductos ya eran visibles en la obra del romano Frontino, los autómatas recreativos ya habían sido descritos en la época helenística […]—.
Pero Leonardo también fue innovador. Fue probablemente uno de los primeros ingenieros de su época que se interesó por el trabajo mecánico de los metales y en particular del oro, el más maleable. Su originalidad se pone de manifiesto en la máquina voladora y en unas cuantas máquinas textiles, en las que tuvo la oportunidad de aplicar su sentido de la observación a la regularidad de los movimientos. El telar mecánico, la máquina de cardar y la de «afeitar las sábanas» lo convierten probablemente en el primero que trató de mecanizar una fabricación industrial. La máquina para pulir espejos, que supuso la resolución de un cierto número de problemas para obtener superficies regulares, planas o cóncavas, la concibió durante su estancia en Roma mientras estudiaba la producción de imágenes. Paradójicamente, Leonardo da Vinci se interesó poco por inventos de su época hoy considerados muy importantes, como la imprenta, si bien es autor de una de las más tempranas representaciones gráficas de una prensa de imprenta.
Si la guerra puede responder a una necesidad, es la «pazzia bestialissima» —«locura salvaje»—. Leonardo estudia las armas a la vez que guarda sus distancias sobre su uso.

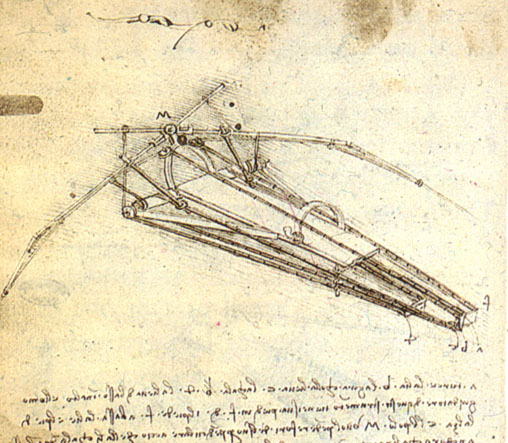
Planos para una máquina voladora, 1488, Institut de France, París.

En 1502 Leonardo diseñó un puente de 240 metros para un proyecto de ingeniería civil del sultán otomano Beyazid II. El puente debía servir para franquear el estuario conocido como Cuerno de Oro. Beyazid abandonó el proyecto porque consideró que la construcción sería imposible. La visión de Leonardo fue resucitada en 2001 cuando se construyó en Noruega un pequeño puente basado en su concepto. El 17 de mayo de 2006 el gobierno turco decidió construir el puente de Leonardo sobre el Cuerno de Oro.
Durante la mayor parte de su vida, Leonardo estuvo fascinado por el vuelo. Produjo numerosos estudios sobre el vuelo de los pájaros así como planos de varios aparatos voladores, como un helicóptero primitivo denominado «tornillo aéreo», un paracaídas y un ala delta de bambú. Pese a que la mayoría se considera irrealizable, el ala delta ha sido construido y, tras añadirle unos estabilizadores, ha volado con éxito. Es posible, sin embargo, que Leonardo estimase que los sistemas de vuelo similares a los de los murciélagos eran los que presentaban mayor potencial. También inventó el túnel de viento aerodinámico para sus experimentos.
El museo del clos Lucé de Amboise (Francia), el museo Il Castello del castillo de los condes de Guidi en Vinci (Italia) y el Museo de Ciencia y Técnica Leonardo da Vinci de Milán contienen numerosas maquetas, construidas en tamaño real basadas en las indicaciones de los bocetos y los cuadernos, así como explicaciones sobre el trabajo de Leonardo.
Leonardo también estudió arquitectura. Estuvo influido por la obra de Filippo Brunelleschi y proyectó sobreelevar el Baptisterio de San Juan de Florencia así como crear una torre-linterna para la catedral de Milán. Utiliza a menudo la forma octogonal para los edificios religiosos y el círculo para los militares. A raíz de la epidemia de peste que azotó Milán entre 1484 y 1485, diseñó una ciudad perfecta teórica con ejes de circulación optimizados y condiciones de vida de calidad, en una visión marcada no por las distinciones sociales, sino por las funcionales, a imagen de los órganos del cuerpo humano. Trabajó también sobre los jardines. Por desgracia, muchos de sus estudios sobre arquitectura se han perdido.

## Eponimia
- El cráter lunar Da Vinci
- El cráter marciano Da Vinci
- El asteroide (3000) Leonardo
- Finmeccanica, fabricante italiano especializado en la industria aeronáutica, modificó su razón social en 2017, cuando pasó a ser conocida como Leonardo S.p.A.. La decisión de este cambio de nombre obedeció a un homenaje a Leonardo Da Vinci y su reconocimiento como ideólogo del helicóptero, producto principal de este industrial metalmecánico.